# Réforme protestante
« La Réforme » redirige ici. Pour les autres significations, voir Réforme.

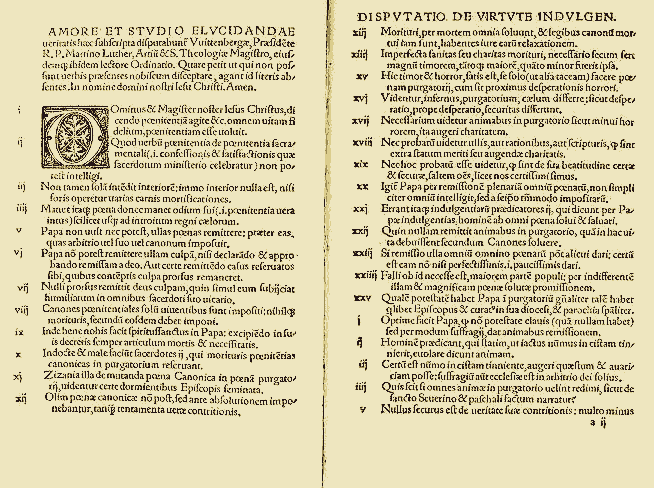
Fac-similé des 95 thèses.

La Réforme protestante ou « la Réforme », amorcée au XVIe siècle, est le mouvement de transformation du christianisme qui s’étend de la fin du Moyen Âge jusqu’au début du XVIIe siècle et entend revenir aux sources et à la forme première du christianisme. Elle a été représentée par des acteurs de nature diverse : théologiens, prédicateurs, rois, princes, bourgeois, paysans, intellectuels… La Réforme avait des motivations religieuses, politiques et économiques et elle a transformé en profondeur les sociétés européennes et les cultures soumises à l’influence de l’Europe, notamment en Amérique du Nord et dans une moindre mesure l'Amérique du Sud et l'Asie.
Née de débats autour du salut et du rôle de l'Église catholique, elle correspond en partie à l’expression d’une culture alors marquée par une profonde angoisse face à la vie éternelle. Elle renvoie aussi à la critique de l'Église romaine et de son commerce des indulgences. Encore assez proche du catholicisme à ses débuts, la Réforme tend à s’en éloigner de plus en plus et rejette de manière grandissante le culte des saints, le culte de la Vierge et participe à une activité iconoclaste importante.
Apparue dans un contexte de diffusion de l’écrit et d’alphabétisation grandissante, la Réforme renvoie à l’apparition d’une nouvelle culture venant des milieux bourgeois et instruits qui ont bénéficié d’une bonne formation à travers les universités fondées au Moyen Âge par les princes et l’Église catholique. Les réformateurs profitent de l'essor de l'imprimerie pour faire circuler la Bible en langues vernaculaires (notamment l'allemand après la première traduction réalisée par Luther). La volonté de revenir au texte de la Bible devient ainsi une des principales motivations des réformateurs, guidés par le principe du Sola scriptura (« par l’Écriture seule ») théorisé par les premiers réformateurs protestants autour de Martin Luther.
La Réforme a aussi un caractère politique. C'est un moyen pour les princes allemands d'affirmer leur indépendance face au Saint-Empire romain germanique. Pour les autres monarques, il s'agit de récuser l'autorité de la papauté ou pour les populations de pouvoir se révolter face à un souverain mal accepté comme en Écosse et aux Pays-Bas espagnols. La Réforme se traduit au XVIe siècle par de nombreux conflits, entre l'empereur Habsbourg et les princes allemands, mais aussi par des guerres de Religion en France, en Angleterre et en Écosse.
En ce qui concerne ses origines, on peut considérer que le 31 octobre 1517 représente son point de départ, même si elle a connu des précédents dès la fin du Moyen Âge. Martin Luther, alors moine catholique, fait connaître ses 95 thèses à Wittemberg. Les idées de la foi réformée se répandent dans le Saint-Empire notamment en 1522 grâce à Ulrich Zwingli, curé à Zurich, et quasi simultanément grâce à Matthieu Zell et Martin Bucer à Strasbourg, puis, plus tard par Jean Calvin à Paris, Strasbourg et Genève. La Réforme touche alors la majeure partie de l'Europe du Nord-Ouest. Les tentatives de conciliation avec l'Église catholique ayant échoué, la situation aboutit à une scission. La Contre-Réforme catholique engagée à l'issue du concile de Trente ne permet qu'une reconquête partielle des populations passées au protestantisme. Comme date de fin de la Réforme au sens étroit, on peut proposer 1555 et la paix d'Augsbourg, 1563 qui marque la clôture du concile de Trente, ou 1648 qui constitue la fin de la guerre de Trente Ans et l'apparition de l'ordre politique et confessionnel de l'âge classique.

## Définition et approches historiographiques

### Signification de «réforme» et «protestant»
Le terme latin reformatio désigne tout au long du Moyen Âge un retour à un ordre passé idéalisé. Il s’agit au travers de ce processus de réforme de revenir à une époque passée vue comme un modèle. C’est tantôt l’Empire romain qui est vu comme un idéal politique auquel il faudrait revenir comme l'attestent les projets de restauration de l’Empire sous Charlemagne ou sous Otton Ier. Plus particulièrement, la reformatio a pour but de redonner sa « forme » ou son « aspect » d'origine à l'Église chrétienne (re-formare). Ceci implique des actions dans le domaine de la liturgie, de l’attribution des charges ecclésiastiques, du retour aux langues sacrées – notamment le latin, mais aussi le grec et l’hébreu. La réforme correspond ainsi de manière générale à un projet de restauration et de retour aux origines du christianisme.
La réforme grégorienne représente le premier grand mouvement de réforme des Églises occidentales. Il a été suivi d'autres tentatives de réforme à la fin du Moyen Âge notamment face au grand schisme d’Occident. La Réforme avec « R » majuscule désigne plus spécifiquement la Réforme protestante. Les paysans révoltés lors de la guerre des paysans reprenaient le terme traditionnel de reformatio. On le trouve en revanche rarement chez Luther, Zwingli ou Calvin. Depuis le milieu du XVIe siècle, il est devenu courant de désigner comme réformateurs ces théologiens. La Paix de Westphalie a introduit en 1648 le terme ius reformandi, et réformé est devenu une auto-désignation confessionnelle.
Concernant le terme « protestant », il désigne d'abord le fait de protester c'est-à-dire de témoigner de sa foi. Diarmaid MacCulloch écrit ainsi : « L'un des usages les plus curieux est le développement du mot "protestant". À l'origine, il était lié à une occasion spécifique, en 1529, lorsque, lors de la Diète (assemblée impériale) du Saint-Empire romain germanique tenue dans la ville de Spire, le groupe de princes et de villes qui soutenaient les programmes de réforme promus par Martin Luther et Huldrych Zwingli s'est retrouvé en minorité de vote : pour rester solidaires, ils ont publié une "Protestatio", affirmant les convictions réformatrices qu'ils partageaient. L'étiquette "protestant" a ensuite fait partie de la politique allemande ou impériale pendant des décennies et n'a pas eu de référence plus large que cela (…) Ce n'est qu'un peu plus tard que le mot a acquis une référence plus large ».

### Approches historiographiques

#### Interprétations anciennes
Les approches historiographiques ont évolué de manière sensible depuis le XIXe siècle. Sous l'influence notamment de l'historien protestant Ranke, le Moyen Âge et en particulier le XVe siècle qui précède la Réforme représentait une période de déclin de la religion et de stagnation de l'Église que les Réformateurs auraient remis en cause,.
La recherche historiographique sur la Réforme a été dominée en effet à partir du XIXe siècle par une lecture confessionnelle, voire a été influencée par les idées nationalistes. Les pays soumis aux idées de la Réforme ont développé une historiographie souvent spécifique liée aux expériences collectives faites par les protestants et par leur perception du catholicisme. On peut distinguer deux grandes tendances. D'un côté, les pays où le protestantisme est majoritaire - Allemagne, Suisse, Royaume-Uni, États-Unis - et dans lesquels a longtemps prédominé une vision triomphaliste de la Réforme comme un progrès sur le supposé obscurantisme médiéval, au risque de céder à des préjugés anticatholiques. D'un autre côté, dans les territoires où les protestants sont demeurés minoritaires et ont été persécutés - en France au premier chef et dans une moindre mesure en Italie - une historiographie insistant sur le caractère minoritaire, les persécutions et la volonté de se légitimer face à une culture majoritairement catholique a dominé.
Au Royaume-Uni notamment, la conception whig de l'histoire du passage du christianisme médiéval au protestantisme anglican moderne a été assimilé au passage vers une ère d'indépendance nationale pour l'Angleterre, de puissance et d'indépendance face aux puissances françaises dominantes aux XVIe et XVIIe siècles. Les caractéristiques de l'historiographie Whig telles que définies incluent une interprétation de l'histoire comme une progression vers l'état présent et tout spécialement vers le constitutionnalisme britannique. L'accent mis sur un progrès tenu pour inévitable conduit à la croyance en une causalité téléologique qui ne conduit pas l'historien à étudier réellement les causes du changement historique, mais leur finalité et leur conséquence.
Les historiens allemands notamment ont défendu une vision héroïque de la Réforme comme un combat entre la foi protestante incarnant la modernité et l’Église catholique conservatrice, ce qui correspondait à une tendance anticatholique caractéristique de l'Allemagne et du Kulturkampf de cette époque. La Contre-Réforme catholique initiée par le Concile de Trente a été ainsi réduite à une simple réaction à la Réforme protestante.
En France, les historiens protestants du XIXe siècle ont voulu montrer, quant à eux, que la Réforme n'était pas exclusivement d'origine germanique, mais qu'elle avait des antécédents en France. Cela a amené ces auteurs à étudier par exemple les Vaudois et les cathares et à chercher des prédécesseurs français à la Réforme calviniste afin de montrer que le protestantisme s'inscrivait dans une histoire nationale. De plus, l'historiographie de la Réforme française a souvent insisté sur le caractère minoritaire du protestantisme en France, sur les persécutions qu'il a subies et dont les symboles les plus connus sont la nuit de la Saint Barthélémy et les dragonnades alors que dans les pays majoritairement protestants, la Réforme incarne un tournant dans l'affirmation de l'identité nationale.

#### Réforme et modernité
Un des débats majeurs autour de l'historiographie de la Réforme tient à son rôle dans l'apparition de la sécularisation de l'ordre social et politique. Selon Olivier Christin, les traités de paix entre catholiques et protestants dès le XVIe siècle ont contribué à faire apparaître un ordre politique non plus fondé sur la religion, mais sur un droit et la volonté de créer une communauté permettant une première forme d'autonomisation du politique. Le Traité de Westphalie conclu en 1648 en particulier a été vu ainsi comme le symbole du basculement vers un ordre international post-religieux, car fondé sur la puissance pure, sur la reconnaissance de l'indépendance du politique par rapport au religieux et l'acceptation d'un système international pluraliste caractérisé par la co-existence de plusieurs confessions chrétiennes.
Cette idée de l'entrée dans un nouvel ordre indépendant de la religion fait écho à des débats structurants dans le domaine des sciences sociales. Le sociologue Max Weber a ainsi contribué à diffuser l'idée que la naissance du protestantisme a été à l'origine du développement de l'individualisme et du capitalisme moderne. Selon Olivier Christin et Yves Krumenacker, il est dangereux de postuler le caractère moderne du protestantisme car cela risque de mener à des analyses téléologiques. Des chercheurs ont cherché dans la Réforme ce qui annonce la laïcité, le capitalisme, l’émancipation des femmes ou la démocratie, mais au risque de l'anachronisme. Le risque selon ces chercheurs serait de croire que le protestantisme possédait déjà au XVIe siècle les qualités qu’il a à notre époque. Christin et Krumenacker ajoutent ainsi : « D’une manière générale, les « sciences religieuses » ont longtemps été marquées par une lecture weberienne et libérale du religieux, qui a fait du rejet des moyens magiques, puis rituels, de communication avec la Transcendance mais aussi de l’intériorisation de la piété et de l’exercice de celle-ci les moteurs de la modernisation, l’histoire du religieux trouvant son point d’aboutissement dans un vaste processus de désenchantement du monde et de naissance du sujet moderne ».

#### Tendances de la recherche moderne
La recherche moderne intègre la réforme protestante dans un cadre plus général s'étendant de la réforme grégorienne à la guerre de Trente Ans. Cela a amené à une extension et à une compréhension de la Réforme dans le contexte des premières tentatives de réforme de l’Église latine au Moyen Âge et en intégrant la Contre-Réforme catholique. Les progrès de la recherche historique et les évolutions du dialogue œcuménique entre chrétiens ont amené à considérer la Réforme protestante et la Contre-Réforme catholique comme un continuum en opposition voire en conflit, mais aussi en dialogue. Des historiens intègrent aussi la Contre-Réforme dans l'étude de la Réforme et parlent des Réformes au pluriel afin d'intégrer les mouvements catholiques de transformation de l'Église romaine,,. Pierre Chaunu évoque ainsi la nécessité de prendre en compte pas moins de quatre réformes : la réforme grégorienne inséparable selon Chaunu de la redécouverte d'Aristote au XIIIe siècle, la réforme protestante, la Contre-Réforme catholique et la réforme protestante des anabaptistes et des protestants hétérodoxes (unitariens par exemple). On peut néanmoins étendre la Réforme jusqu'à 1700, ce qui permet d'intégrer les guerres civiles anglaises, le Traité de Westphalie et les débuts de la pensée scientifique.
En ce qui concerne la périodisation de la Réforme protestante en tant que telle, on peut distinguer deux grands groupes : les luthériens et les calvinistes qui représentent la Réforme magistérielle centrée sur l'étude des textes et l'existence d'une Église relativement structurée d'une part et les anabaptistes, représentant d'une vision du christianisme fondée sur l'Esprit Saint et récusant la hiérarchie religieuse et politique. Roland Bainton a ainsi inventé en 1941 le terme « aile gauche de la Réforme » (left wing of the Reformation) pour désigner des groupes comme les anabaptistes parce qu'ils étaient prêts à une rupture plus radicale avec la tradition. En raison des connotations politiques trompeuses, George Huntston Williams proposa pour ces groupes le terme de Réforme radicale, qui s'est largement imposé parmi les historiens. De plus, depuis le milieu du XXe siècle, le terme de «seconde Réforme » s'est imposé pour désigner le développement d'Églises réformées, lié avant tout au nom de Calvin. Il exprime cependant mal le fait que la Réforme suisse n'a pas commencé après la Réforme de Wittenberg, mais à peu près en même temps que celle-ci.
La délimitation de la Réforme dans l'espace s'est étendue, sous l'influence des évolutions de la science historique. Plus récemment, la recherche a privilégié une approche mondiale de la Réforme comme un ensemble de mouvements de transformations du christianisme voire de religions non-chrétiennes autour du XVIe siècle. Cela a abouti notamment à mieux étudier la diffusion de la foi chrétienne en Amérique du Sud à partir de l'époque des Grandes découvertes. Diarmaid MacCulloch avance ainsi : « l'histoire de la Réforme du XVIe siècle ne concerne pas seulement le petit continent européen. Au moment même où la culture commune de l'Europe latine et chrétienne s'effondrait, les Européens établissaient leur pouvoir dans les Amériques et sur les côtes d'Asie et d'Afrique ; toutes leurs divisions religieuses s'y sont donc reproduites ».
En ce qui concerne les objets d'étude, la recherche sur la Réforme a évolué de manière sensible. Après l'étude des figures célèbres de la Réforme - Luther, Zwingli, Calvin entre autres - l'histoire moderne remet en cause cette approche par les « grands hommes » pour une approche par le bas centrée sur l'étude des sociétés et des mouvements collectifs. Ceci ne revient pas à nier l'importance de ces théologiens, mais plutôt à étendre le champ de l'investigation. Cette évolution apparaît dès les années 1950 sous l'influence de l’École des Annales soucieuse d'examiner les pratiques collectives en étudiant les pratiques religieuses, la foi populaire ou les représentations collectives. Thomas Kaufmann avance ainsi : « Depuis les années 1960, les impulsions les plus significatives de la part de l’histoire de l’Église à propos de l’histoire de la Réforme concernent, d’une part, une nouvelle évaluation de la théologie, de l’Église, de la piété et de la culture du Moyen Âge tardif et, d’autre part, une ouverture aux perspectives de l’histoire sociale et, en particulier, l’utilisation de ses méthodes pour la considération de la Réforme urbaine. Ces impulsions (…) proviennent avant tout de l’histoire culturelle et institutionnelle, c’est-à-dire de l’évolution des méthodes en sciences historiques ».

#### Concepts de la recherche moderne

##### Confessionnalisation
L'historiographie moderne insiste sur la notion de confessionnalisation depuis les travaux de Schilling (de) et Moeller. La confessionnalisation désigne le processus de renforcement et de création d'une identité collective par les confessions chrétiennes à partir de la Réforme protestante. Il s'agit d'un processus initié par les autorités politiques, religieuses et par les individus eux-mêmes. La confessionnalisation vise à renforcer le sentiment d'appartenance à une même communauté et à créer un sentiment d'appartenance collective en rejetant certaines croyances de l'autre camp ou en cherchant à l'imiter, mais dans le cadre d'une compétition mimétique. La notion de confessionnalisation a permis l'extension de la recherche sur la Réforme au-delà du seul XVIe siècle en permettant d'étudier aussi les conséquences de la Réforme du XVIe siècle jusque dans la formation des identités collectives au XVIIe siècle. Ces recherches ont sensibilisé les chercheurs au rapport entretenu entre histoire confessionnelle et construction de l’État. Elles ont attiré l'attention sur certains parallèles entre les trois grandes confessions modernes : le luthéranisme, la réforme calviniste et le catholicisme apparu après le Concile de Trente.
Le rapport à la Vierge Marie représente un exemple de confessionnalisation. Martin Luther aux débuts de la Réforme acceptait encore une certaine forme de culte marial et a écrit des textes théologiques sur la Vierge Marie. Néanmoins, la seconde génération des Réformateurs autour de Jean Calvin a rejeté cette vision des choses tandis qu'à partir du XVIIe siècle, plusieurs États catholiques - France, Bavière, Pologne - ont fait de la Vierge leur sainte patronne notamment pour se distinguer des protestants.

##### Guerres et paix de religion
L'étude de la Réforme protestante a été longtemps liée à l'idée de violence et de guerre de religion. Mais plusieurs historiens insistent ainsi sur le potentiel de pacification et sur la capacité à établir de nouvelles formes de compromis au sein de la société malgré les différends religieux. Bernd Moeller prend ainsi comme point de départ l’auto-compréhension des communautés urbaines soumises aux divergences entre catholiques et protestants qu’il interprétait comme une sorte de développement proto-démocratique dans le Saint Empire. Il retrouve les premières tendances qui conduisirent à une approche de la chose publique soucieuse d'apaiser les conflits confessionnels.
En ce qui concerne le Saint Empire, mais aussi la France, Olivier Christin insiste sur la « paix de religion ». Par cette expression, il entend prendre le contre-pied de l'historiographie traditionnelle qui insiste sur les guerres de religion. Pour Christin, les contemporains de la Réforme ont été au contraire capables de construire un nouvel ordre fondé sur le droit et la loi commune, tout en étant animés par un esprit chrétien de réconciliation. Il insiste notamment sur les paix de Cappel pour les cantons suisses en 1531, la paix d’Augsbourg pour le Saint Empire en 1555 et sur l’édit d’Amboise en France en 1563. Une « conversion juridique et judiciaire du conflit » aurait permis une pacification de la société.
De nouvelles pratiques pour faire naître la paix y compris sur le plan international ont alors vu le jour selon Nicolas Offenstadt entre autres, et dont le symbole demeure le Traité de Westphalie signé en 1648 et fondé sur de nouvelles pratiques sociales de conciliation, de négociation et de création d'un ordre juridique souvent qualifié de « laïc » ou de « moderne » car affranchi jusqu'à un certain point de l'influence de la religion.

##### Une historiographie déséquilibrée
Selon Olivier Chaline, la recherche sur la Réforme reste marquée par un déséquilibre profond qui amène le catholicisme français du XVIe siècle à être moins étudié que le protestantisme. Il écrit ainsi : « Or l’Église dans toutes ses dimensions demeure insuffisamment connue des historiens au moment où elle affronte une crise, à la fois interne et externe, sans précédent. Il est aussi insatisfaisant d’en faire un pur conservatisme subissant les assauts des éléments dynamiques qui se sont retournés contre elle que de considérer que l’éclatement de la chrétienté latine ferait apparaître des confessions dont l’une, le catholicisme, prétendrait (plutôt indûment) à la continuité historique avec l’avant-Réforme (…). Le poids de l’historiographie dominante fait que l’entreprise d’une minorité pour imposer, tantôt par la force tantôt par la persuasion, avec ou sans l’autorité royale, sa conception du christianisme à l’ensemble de la population, semble tout à fait normale et légitime ».

### Chronologie de la Réforme
- 1507 : Guillaume Briçonnet accueille à Meaux Jacques Lefèvre d'Étaples qu’il fréquente depuis 1505.
- 1515-1516 : Martin Luther donne un cours sur l'épître de Paul aux Romains[40].
- 1516 : Ulrich Zwingli rencontre Érasme et l'imprimeur Froben à Bâle.
- 1517 : Martin Luther publie ses 95 thèses.
- 1520 :
  - Martin Luther publie ses principaux écrits réformateurs :
    - La Papauté de Rome ;
    - L'Appel à la noblesse chrétienne de la nation allemande pour l'amélioration de l'ordre chrétien ;
    - De la captivité babylonienne de l'Église ;
    - La Liberté chrétienne.

  - 15 juin : bulle Exsurge Domine de Léon X en réponse aux 95 thèses.
- 1521 :
  - 3 janvier : bulle Decet Romanum Pontificem de Léon X qui excommunie Luther ;
  - l'empereur Charles Quint promulgue l'édit de Worms pour interdire le luthéranisme. Il prononce la mise au ban de Martin Luther et de ses partisans, interdit la diffusion et la lecture de ses écrits (ainsi que de tout autre écrit suspect d'hérésie) ;
  - les thèses de Martin Luther sont condamnées par La Sorbonne ;
  - le cénacle de Meaux, expérience évangélique, est fondé à la demande de l'évêque de Meaux Guillaume Briçonnet par son vicaire et ami Jacques Lefèvre d'Étaples ; il comprend le futur réformateur Guillaume Farel.
- 1522 :
  - les publications d’Ulrich Zwingli le font connaître en dehors de Zurich ;
  - Martin Luther publie la traduction en allemand du Nouveau Testament.
- 1523 :
  - Jacques Lefèvre d'Étaples publie la traduction en français du Nouveau Testament à partir de la Vulgate ;
  - Zurich est le premier canton suisse à passer à la réforme, grâce à Ulrich Zwingli.
- 1524 : Martin Bucer met en place un culte réformé à Strasbourg (l'Alsace fait partie du Saint-Empire romain germanique).
- 1528 : Jacques Lefèvre d'Étaples publie la traduction en français de l'Ancien Testament à partir de la Vulgate.
- 1529 : Bâle passe à la Réforme. Glaris, Berne, Bienne, Schaffhouse et Saint-Gall suivent. « Protestation » des princes luthériens lors de la seconde Diète de Spire. La république de Mulhouse adopte la réforme inspirée par Ulrich Zwingli (puis par la suite par Jean Calvin) comme unique doctrine d'État.
- 1530 : présentation de la confession d'Augsbourg, texte fondateur du luthéranisme ;
- 1531 : les cantons suisses catholiques attaquent les Zurichois et les battent. Zwingli est tué. La Bible de Zurich traduite par Zwingli est publiée par Christian Froschauer.
- 1532 : au synode de Chanforan, l’église vaudoise fusionne avec les églises réformées. Jean Calvin, converti en 1531, commence à prêcher dans Paris.
- 1533 : discours de Nicolas Cop, recteur de la Sorbonne, écrit par Calvin. Scandale. Exil de Calvin.
- 1534 :
  - Martin Luther publie la traduction en allemand de l'Ancien Testament ;
  - Affaire des Placards ; la politique royale française devient répressive.
- 1536 :
  - Calvin publie à Bâle l'Institution de la religion chrétienne, sans mention de la prédestination.
  - Calvin s’installe à Genève où la Réforme vient d'être adoptée.
- 1537 : Confession de foi calviniste
- 1538 : Calvin, banni de Genève en 1538, s'installe à Strasbourg, où il collabore avec Martin Bucer et enseigne dans le collège humaniste nouvellement créé.
- 1541 : Calvin revient à Genève et y installe une république calviniste dans la ville.
- 1542 : création de l'Inquisition romaine par Paul III.
- 1545 :
  - ouverture du concile de Trente ;
  - le massacre de Mérindol, lors duquel 3 000 Vaudois du Luberon meurent, déclenche l’émoi et une enquête royale.
- 1546 : mort de Martin Luther.
- 1552 : Jean Calvin publie De la prédestination éternelle de Dieu.
- 1555 (25 septembre) : la paix d'Augsbourg est signée ; elle donne une existence légale aux villes ou aux États luthériens dans l'Empire.
- 1561 : colloque de Poissy, tentative de conciliation entre théologiens catholiques et protestants français ; le colloque échoue sur la question de la transsubstantiation.
- 1562 :
  - Jean Calvin publie La Congrégation sur l'élection éternelle ;
  - massacre d'un rassemblement de Huguenots à Wassy ; début des guerres de religion en France.
  - Trente-neuf articles établissant l'Anglicanisme.
- 1563 : fin du concile de Trente.
- 1572 : massacre de la Saint-Barthélemy.
- 1580 : signature et publication du Livre de Concorde[41]
- 1598 : Édit de Nantes, fin des guerres de religion en France.
- 1618 : début de la guerre de Trente Ans.
- 1618-1619 : synode de Dordrecht[42]
- 1629 : Paix d'Alès.
- 1648 :
  - fin de la guerre de Trente Ans,
  - fondation de la Religious Society of Friends (Société religieuse des Amis) dont les membres sont connus sous le nom de quakers.
- 1685 : édit de Fontainebleau, révocation de l'édit de Nantes (1685)
- 1787 : édit de Versailles, droit pour les non-catholiques d'avoir un état civil.
- 1789 : Déclaration des droits de l'homme et du citoyen de 1789, liberté religieuse reconnue par l'article 10.
- 1795 : décret du 21 février 1795 établissant un régime de séparation des églises et de l'État et reconnaissant la liberté des cultes.

## Origines et précurseurs de la Réforme protestante

### Les précurseurs de la Réforme: Valdo, Wyclif et Hus

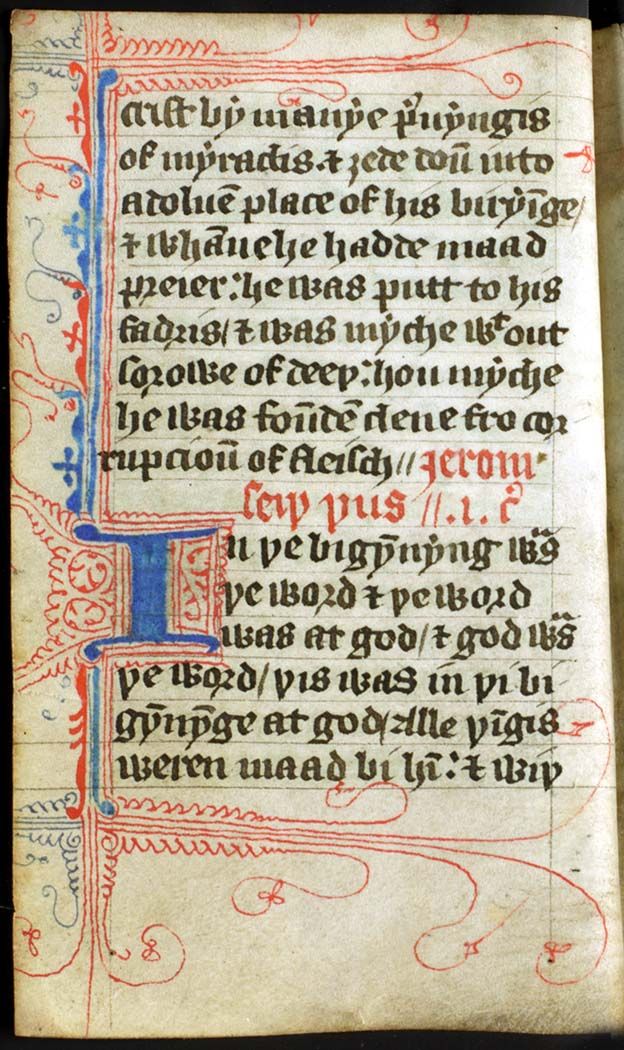
Évangile traduit par John Wyclif, copie de la fin du XIV, folio 2v de MS Hunter 191 (T.8.21).

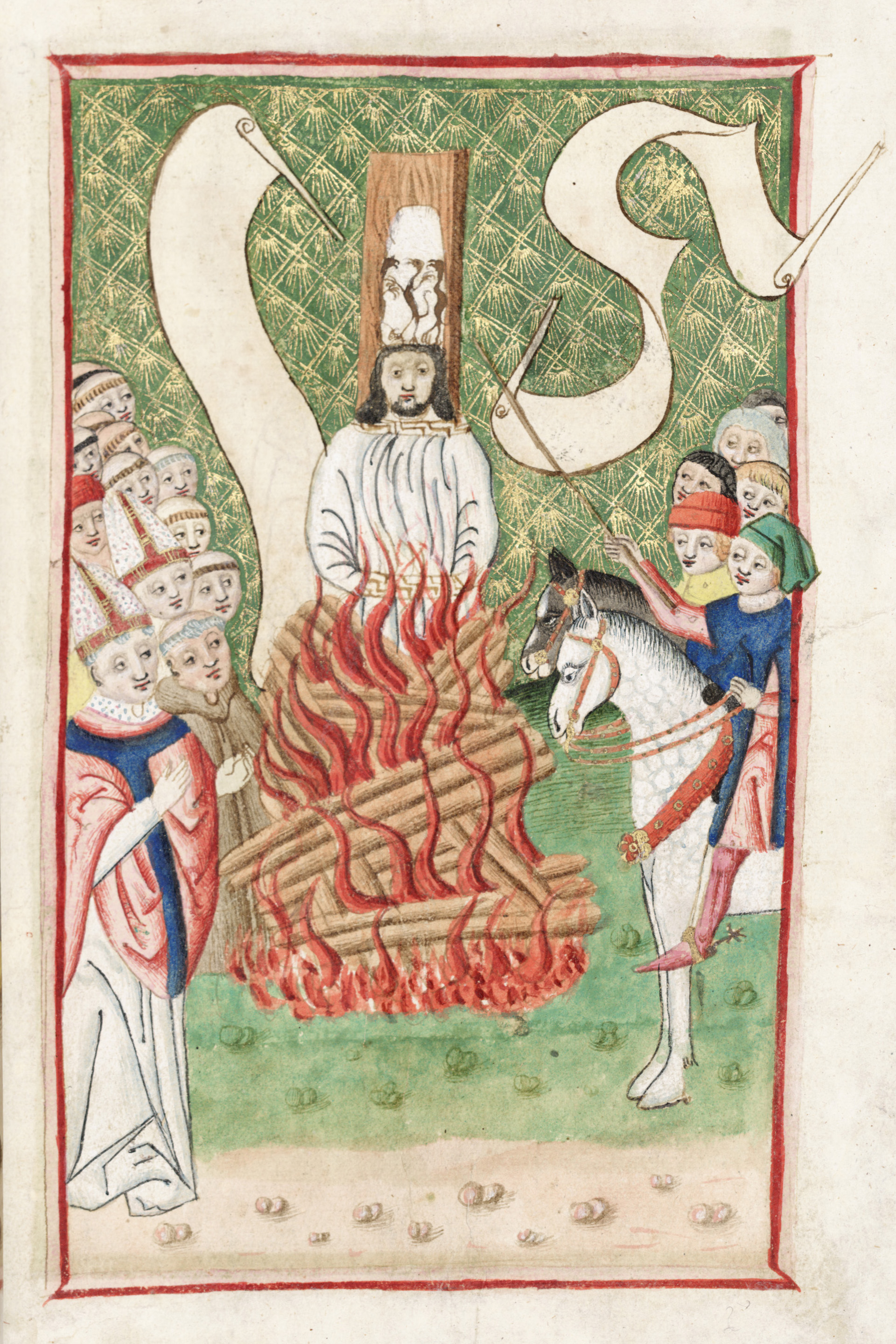
Jan Hus au bûcher, 6 juillet 1415.

Très tôt, les Réformateurs ont cherché des préfigurateurs ou des ancêtres afin de légitimer leur entreprise de transformation du christianisme en Occident : ils ont alors privilégié principalement Wyclif, Vaudès et Hus.
Ces trois personnalités peuvent être vues comme des préfigurateurs de la Réforme protestante non pas tant au niveau des idées théologiques que par leur volonté de réformer l’Église, le fait qu’ils aient traduit la Bible en langue vernaculaire, leur position minoritaire et par les persécutions qu’ils ont pu subir – les deux premiers points anticipant en partie la situation des protestants en France et en Italie notamment. Il s’agit de Pierre Valdo le fondateur du mouvement des Pauvres de Lyon, John Wyclif, un universitaire anglais, Jan Hus, un théologien tchèque brûlé en 1415 à Constance.

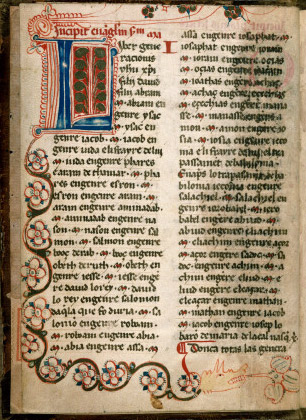
Page enluminée de la "bible de Carpentras", traduite en Franco provençal.

Frappé de la mort subite de l’un de ses amis dans une réunion de plaisir, Vaudès décida, vers 1170, de renoncer au monde, abandonnant femme et enfants et de travailler désormais uniquement à son salut, se conformant ainsi à la « parabole du jeune homme riche » (16-30 Matthieu 19, 16-30). Il se consacre à la prédication de l’Évangile sans être prêtre. Il demande et finance la traduction d'extraits de l’Évangile. Il créa un mouvement laïc, les Pauvres de Lyon, radical dans son choix de simplicité, des « hommes nus qui suivent un christ nu ». C'est sous son impulsion que plusieurs livres de la Bible sont traduits en francoprovençal vers 1180, que naît un engouement populaire pour la lecture et la propagation de la Bible en langue populaire et non plus en latin. En cela, Vaudès est un précurseur de la Réforme. De même, il est précurseur de la réforme en proposant que les laïcs soient prédicateurs de l'évangile, tout croyant seul face à Dieu pouvant porter le message.
En 1179, Vaudès et un de ses disciples se rendent à Rome. Ils furent bien accueillis par le pape Alexandre III, mais plus fraîchement par la Curie. Ils durent expliquer des points qui faisaient alors débat au sein de l'Église comme le sacerdoce universel, l'évangile en langue vulgaire, une plus grande pauvreté de l'Institution. Vaudès et ses amis ne furent pas pris au sérieux, un « comité » auquel participait Walter Map, représentant du roi d'Angleterre Henri II, les questionna sur des points précis de théologie où ils furent incapables de répondre. La rencontre n'aboutit donc à rien, et Vaudès et ses disciples d'abord vus avec méfiance sont condamnés au concile Latran III de cette même année mais non encore excommuniés.
Ils furent ensuite chassés de la ville. Persécutés, Vaudès et ses disciples s'installèrent dans les hautes vallées du Piémont, puis, en France, dans le Luberon : l'Église vaudoise est née. Excommuniés par le Concile de Vérone en 1184, leur doctrine fut condamnée par le Concile de Latran en 1215.
Un autre des plus anciens précurseurs de la Réforme est l'anglais John Wyclif. À travers ses premiers écrits apparaît l'idée que Dieu exerce son droit sur les biens terrestres par l'intermédiaire du pape. Les rois sont donc soumis à l’autorité du pape. Selon lui, la véritable Église est l'Église des chrétiens, les membres de la hiérarchie et le pape lui-même, mais sans que personne soit supérieur aux autres. Le pape dirige mais n'est pas plus saint qu'un autre chrétien. Cette affirmation nouvelle remet ainsi en cause la place de la hiérarchie dans l'Église. Wyclif traduit également la Vulgate en ancien anglais et reconnaît aux autorités laïques le droit de percevoir les revenus ecclésiastiques en 1381, ce qui choque beaucoup les membres du clergé anglais très attachés à leurs prérogatives pécuniaires. Il pense que les Écritures doivent être la seule source de foi même s'il pense que les pères de l'Église peuvent aider à son interprétation. Il est condamné en 1376 et 1379. Son ennemi Guillaume de Courtenay, devenu archevêque de Cantorbéry, convoque à Londres trois synodes en 1392, qui condamnent formellement Wyclif et ses partisans. Il meurt isolé, mais est enterré en terre chrétienne. Le Concile de Constance (1414-1418) renouvelle la condamnation de ses écrits, de même que le pape Martin V qui publie deux mois avant la fin du concile la bulle Inter cunctas (22 février 1418) contenant les quarante-cinq articles condamnés de Wyclif. À sa suite, les Lollards poussent le peuple à la révolte contre les évêques qui s'enrichissent grâce à leur position religieuse. Henri IV d'Angleterre sévit contre ce qu'il considère comme une hérésie majeure et une atteinte à son pouvoir absolu. Les idées de Wyclif restent cantonnées à l’Angleterre.
Le second principal moment de réforme de l’Église vient du concile de Constance et de Bâle qui expriment des tentatives pour réformer l'Église afin de sortir du Grand schisme d’Occident. Ils portent sur le gouvernement de l'Église, sur le rapport aux hussites et sur les essais de réconciliation avec l'Église orthodoxe.
Le concile de Constance est convoqué à Constance par l'empereur Sigismond Ier et par l'antipape Jean XXIII, et présidé par le cardinal Jean Allarmet de Brogny. S'il met fin au grand schisme d'Occident, il déclare hérétiques les réformateurs John Wyclif, Jan Hus et Jérôme de Prague, et condamne ces deux derniers à être livrés au bras séculier. Ils furent brûlés vifs par ordre de l'empereur Sigismond. Le concile de Constance (1414-1418) a résolu la crise du Grand Schisme d'Occident. Par son décret Frequens du 9 octobre 1417, il s’est déclaré institution permanente de l’Église, devant se réunir périodiquement et chargé du contrôle de la papauté.
En Bohême et Moravie, Jan Hus oppose la richesse corruptrice à la pauvreté évangélique. Pour lui, l'Évangile est la seule règle infaillible et suffisante de la foi, et tout homme a le droit de l'étudier pour son propre compte. De plus, les prétentions religieuses d'Hus se doublent de prétentions nationalistes. Il lutte pour que les Tchèques soient maîtres en leur patrie. Pour les Tchèques, Hus est le premier grand héros de la nation tchèque. En 1412, il lance des réquisitoires brûlants contre les indulgences dont la vente doit financer la guerre de Jean XXIII contre Ladislas de Naples. Il est frappé d'une excommunication majeure, et la ville d'interdit s'il y séjourne. Il écrit des traités de théologie. En 1414, il se rend au concile de Constance muni d'un laissez-passer de l'empereur Sigismond. Là, il refuse d’abjurer ses « erreurs ». Ses écrits sont réduits en cendres et lui aussi est brûlé comme hérétique le 6 juillet 1415. Il est aussitôt considéré par le peuple tchèque comme un martyr et un saint. La défenestration de Prague du 30 juillet 1419 marque le début de l'insurrection des hussites qui, durant dix-huit ans, tiennent tête aux cinq croisades que l'Europe envoie à l'appel du pape et de Sigismond pour écraser les « hérétiques ». Les Compactata de Bâle (1433) accordent finalement aux Tchèques la communion sous les deux espèces et la lecture en tchèque de l'Épître et de l'Évangile. Mais deux Églises issues de la prédication de Hus subsistent en Bohême au XVIe siècle : l'église Ultramontaine et la Communion des frères de la foi.
Le second principal Concile visant la réforme de l’Église au XVe siècle est le Concile de Bâle. L'affaire de la réformation est ainsi renvoyée à ce concile. Le concile de Bâle est marqué par la victoire temporaire du conciliarisme. Le 14 décembre 1431, le concile de Bâle s’affirme en effet supérieur au pape et confirme le décret Frequens rendu à Constance. Le 18 décembre, Eugène IV, prétextant une faible participation, dissout le concile de Bâle. Le pape finit par avoir le dernier mot et retrouve la direction complète de l'Église romaine.

### Facteurs expliquant la Réforme
De nombreux facteurs religieux et politiques expliquent la Réforme.
Une des explications courantes à la Réforme protestante consiste à supposer que l’Église catholique aurait été décadente à la fin du Moyen Âge. Or, cette opposition entre décadence et réforme, déclin et redressement, qui s'enracine en fin de compte dans les jugements des contemporains de la Réforme, est réfutée si on considère de manière impartiale le XVe et le début du XVIe siècle. Comme beaucoup de réformateurs avant ou après eux, les réformateurs justifient les innovations qu’ils introduisent en se référant aux sources supposées du christianisme et à la notion de décadence qui les avait rendues nécessaires.

#### Facteurs politiques
Les facteurs politiques jouent un rôle dans l'apparition de la Réforme protestante. Le développement des États se heurte à la puissance temporelle de l'Église. Depuis le Haut Moyen Âge, les princes cherchent à intervenir dans le choix des membres du Haut-clergé, évêques, abbés. En effet, les postes ecclésiastiques sont liés à des bénéfices. Celui qui contrôle l'élection du prélat contrôle indirectement le bénéfice. L'autorité universelle du pape, proclamée par Grégoire VII depuis 1075 et surtout la réforme grégorienne qui vise à redonner son indépendance à l’Église romaine par rapport au pouvoir laïc, se heurte à l'autorité grandissante du souverain notamment dans le Saint Empire et dans le royaume de France. Mais sur le plan strictement politique, l’autorité de l’Église est déclinante en particulier depuis que les rois français ont obtenu le transfert de la papauté vers Avignon.
L’Église possède néanmoins encore une forme importante de pouvoir. Elle détient des monastères, dirige même des États dans le Saint Empire et soumet les monarques à un contrôle religieux significatif. Les rois protestent de plus contre les sorties d'argent de leur royaume vers Rome, argent dont ils ont le plus grand besoin pour leurs guerres ou pour affermir leur pouvoir. Ainsi, en Angleterre, les taxes prélevées pour les bénéfices vacants sont d'un montant cinq fois plus élevé que les revenus du roi. Le pape édicte aussi des bulles, lois valables dans toute la chrétienté. Il peut aussi demander aux princes de lever des troupes par l'intermédiaire de bulles de croisades, cependant de moins en moins suivies d'effets. Les souverains réclament le contrôle des ordres religieux, le droit absolu de légiférer dans leurs États, de lever l'impôt ou des troupes et de rendre justice.

#### Causes économiques
À partir du milieu du XVe siècle, le pouvoir d'achat s'amenuise face à l'arrivée massive d'or venant d'Amérique, ce qui provoque une inflation généralisée en Europe. Les nobles regardent donc du côté des immenses biens fonciers de l'Église, soit le plus souvent 20 à 30 % des terres cultivables. De plus, l'Église continue à condamner l'usure. Or, les banquiers sont particulièrement nombreux dans le Saint Empire romain germanique. Nobles et banquiers sont ainsi moins attachés à l'Église catholique.

#### Causes religieuses
Les idées religieuses se transforment aussi. À côté de la multiplication de ces pratiques, la Bible, proclamée en latin lors des messes, n'est accessible aux fidèles qu'à travers les commentaires des clercs, d'où il s'ensuit une perte de sens. Certains humanistes contribuent à la diffusion d'idées nouvelles. Ils développent l'exégèse biblique. Le texte originel de la Bible se trouve ainsi restauré. La naissance de l'imprimerie permet la diffusion d'éditions de bibles en langue vernaculaire. Ce contact direct habitue le lecteur à avoir une relation personnelle avec les textes saints et à réfléchir par lui-même sur leur signification. Mais ce qui affaiblit le plus l'Église catholique, c'est la perte de la sacralité. Les fidèles voient trop de fils de prêtres devenir prêtres, trop de clercs s'enrichir aux dépens des laïcs, trop d'évêques vivant comme des grands seigneurs.

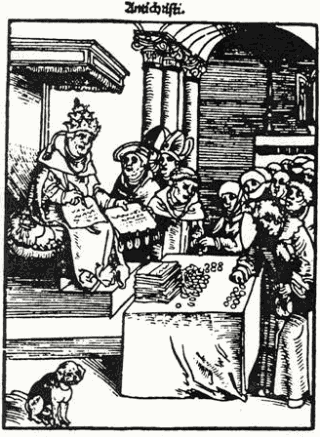
Représentation anti-catholique par le peintre protestant, Lucas Cranach l'Ancien, du pape en Antéchrist signant et vendant des indulgences. Cranach s'inspire ici du Passional Christi und Antichristi de Martin Luther (1521).

La devotio moderna joue un rôle central dans l'apparition de la Réforme. Elle est un mouvement spirituel né au XIVe siècle aux Pays-Bas ; animée par les frères et les sœurs de la Vie évangélique, elle essaie de prendre en compte les aspirations des fidèles. C'est une méthode de piété personnelle et individuelle faite de l'imitation de Jésus-Christ, d'un examen de conscience et de prières. De plus l'idée de réforme traverse bien des milieux dans bien des États. En Allemagne, l'empereur Maximilien veut utiliser l'idée de réforme contre le saint Père pour réaliser autour de lui l'unité nationale. Après avoir fait diffuser le Recueil des plaintes de la Nation germanique contre Rome, il charge l'humaniste Jacques Amyot de rassembler les observations des Allemands sur l'Église et le clergé catholique. La plupart des ordres religieux cherchent de leur côté à rétablir les règles monastiques dans leur dureté originelle. Jérôme Savonarole parvient à prendre le pouvoir à Florence.
De plus, la réforme protestante correspond à une attente de nature spirituelle venant d'une partie de la chrétienté et en particulier des premiers réformateurs protestants. Depuis le XIVe siècle et la grande peste, les fidèles vivent encore plus dans la crainte de la damnation éternelle. Les thèmes fantastiques de cette époque, danses macabres peintes dans les églises, livres millénaristes en sont les témoins. La dévotion populaire se développe alors. Le but est de gagner son paradis sur la terre même au prix d'un séjour au purgatoire. À la fin du XVe siècle, les indulgences sont un moyen répandu pour réduire le nombre des années passées par une âme au purgatoire après sa mort. Ainsi, l'électeur de Saxe Frédéric le Sage, futur protecteur de Martin Luther, possède 17 443 reliques, censées lui épargner 128 000 années de purgatoire. Mais les indulgences sont ensuite vendues. La peur de la mort et de l'enfer contribue au développement du culte marial, du culte des saints, des reliques, des pèlerinages, des processions, et la pratique des indulgences.
Les vices du clergé ont été vus comme une des principales causes de la Réforme : la contradiction entre les principes revendiqués par l'Église catholique et la réalité (prêtres et moines qui vivent publiquement en concubinage). Néanmoins, des tentatives de réforme de l'Église avaient eu lieu dès la fin du Moyen Âge, mais sans succès. Les conciles du XVe siècle ne peuvent prendre de décision efficace tant l'autorité du pape est affaiblie.

## Apparition de la Réforme dans le Saint Empire

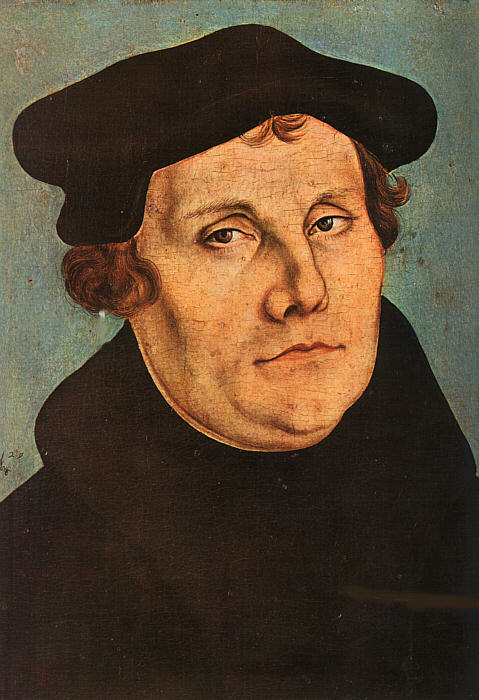
Martin Luther en 1529, par Lucas Cranach l'Ancien.

La réforme luthérienne commence véritablement avec le moine augustin Martin Luther. Celui-ci connaît une anxiété d’origine religieuse caractéristique de son époque. Depuis son entrée au couvent, Luther cherche par tous les moyens à acquérir la certitude de son salut. Mais ni la dévotion, ni les messes, ni les confessions, ni les jeûnes, ni les exercices spirituels, ni la théologie n'apportent à Luther l'apaisement et la certitude de son salut.
À partir de 1512 ses travaux théologiques laissent apparaître un tournant dans sa vision de la foi. Il retrouve enfin la réponse à ses questions. Il écrit à ce moment-là : « le juste vivra par la foi. Dieu donne, sa justice infinie est un don ». La bonté de Dieu, son amour, sa générosité sont la clé de voûte de la doctrine chrétienne. Le chrétien répond à l'amour de Dieu par la foi. Reconsidérant son parcours plusieurs décennies plus tard, Luther écrit :
« Alors je commençai à comprendre que la « justice de Dieu » est celle par laquelle le juste vit du don de Dieu, à savoir de la foi, et que la signification (de la lettre de saint Paul aux Romains au chapitre 1, 17) était celle-ci : par l'Évangile nous est révélée la justice de Dieu…, par laquelle le Dieu miséricordieux nous justifie par la foi… Alors je me sentis un homme né de nouveau et entré, les portes grandes ouvertes, dans le paradis même. À l'instant même, l'Écriture m'apparut sous un autre visage ».
Martin Luther a développé l'idée que « le juste vivra par la foi ». Cela signifie que le salut ne passe pas par les œuvres, mais par la foi en Dieu sans que l’homme participe de manière directe ou indirecte à son salut. Dieu seul décide du salut et l’homme n’a pas à se sentir ni coupable ni méritant face aux décisions de Dieu.
L'épître de Paul aux Romains en particulier transmet pour lui la vérité de l'Évangile : « Car en l'Évangile la justice de Dieu se révèle de la foi à la foi, comme il est écrit : « le juste vivra de la foi » (Rm 1, 17).
Dans sa traduction de l’Epitre aux Romains, il a dû se justifier notamment dès 1530 d'avoir ajouté le mot « seul » au verset de l'épître aux Romains (Chp. 3, verset 28) : « Car nous pensons que l'Homme est justifié par la foi seule, sans les œuvres de la loi ». Luther voulait insister sur le caractère central de la foi par rapport aux œuvres.

### La rupture de Luther avec Rome

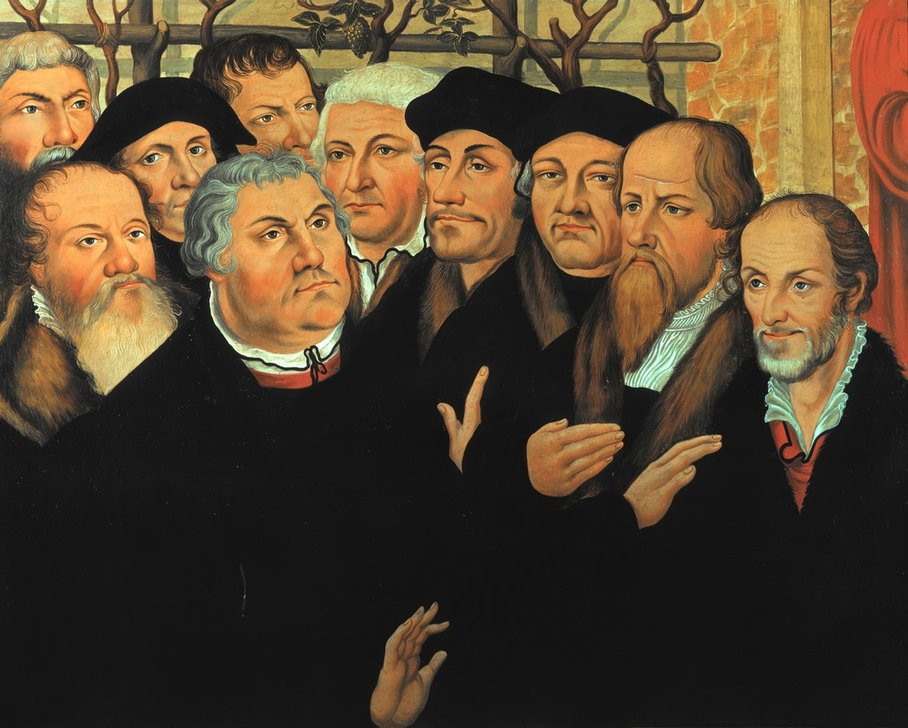
Groupe de réformateurs, de g. à d. : Johannes Forster, Georg Spalatin, Martin Luther, Johannes Bugenhagen, Érasme, Justus Jonas, Caspar Cruciger et Philippe Mélanchthon. Copie d’après l’épitaphe du bourgmestre de Meyenburg par Lucas Cranach le Jeune (1550), maison de Luther, Wittemberg.

En 1515, le pape Léon X autorise une nouvelle vente d'indulgences pour financer la construction de la basilique Saint-Pierre de Rome. Celle-ci n'obtient pas un très grand succès. En opposition avec cette décision de la part du pape, Martin Luther diffuse en 1517 les 95 thèses contre les indulgences en s’appuyant sur l’idée que seule la foi peut sauver l’homme et non pas les œuvres. Selon la légende, il les aurait placardées sur la porte de la chapelle du château de Wittemberg. Il est en effet indigné de la dérive mercantile de l'Église. Il veut mener une disputatio, c’est-à-dire une discussion d'ordre théologique concernant les indulgences devant qui voudrait bien argumenter avec lui. Il pense qu'un débat public sur la question est nécessaire. Mais les Dominicains qui vendent les indulgences préfèrent s’en prendre à Luther. Ils dénoncent essentiellement deux propositions de Luther : le fait que les œuvres, c’est-à-dire les actions pieuses, ne soient pas nécessaires pour gagner son salut et la référence exclusive à la Bible.
Un événement inattendu arrive alors. Luther voulait mener un débat théologique, mais il se voit condamner par le pape directement. Le 15 juin 1520, Léon X condamne en effet les idées de Luther. En plus de la question théologique, la politique entre en scène avec l'empereur Charles Quint qui se veut le champion de l'autorité pontificale et fait brûler les écrits de Luther à l'université de Louvain en décembre 1520. Luther n’accepte pas cette condamnation à laquelle il ne s’attendait pas. Il pense toujours qu'un débat public est nécessaire et rend coup pour coup afin de montrer sa détermination. Le pape n’accepte pas que son autorité soit contestée par un simple moine allemand. Il est convaincu que Luther ne parle qu'en son nom.
La situation se durcit alors à partir de 1520. Luther écrit alors des textes qualifiés par la suite de grands écrits réformateurs, ouvrages qui précisent sa pensée et durcissent la polémique contre le pape et la curie romaine. Ces textes sont À la noblesse chrétienne de la nation allemande, De la captivité babylonienne de l'Église, De la liberté chrétienne.
Martin Luther fait circuler le manifeste À la noblesse chrétienne de la nation allemande qui se vend en quelques jours à quatre mille exemplaires. Il préconise la réduction des sacrements au nombre de trois : le baptême et la communion sous les deux espèces et la confession. En effet, les actes des Apôtres précisent que les premiers chrétiens confessaient leurs péchés les uns aux autres. La doctrine comprend aussi le rejet de la doctrine de la transsubstantiation, et l'affirmation de la liberté du chrétien et de l'égalité de tous les croyants devant Dieu même s'ils ne sont pas tous capables d'enseigner la parole de Dieu. On estime qu'entre 1517 et 1520 plus de 300 000 exemplaires des écrits de Luther furent vendus. Jusque vers 1550, il reste l'auteur le plus lu.
Après avoir été excommunié par le pape, Martin Luther est convoqué à la Diète de Worms qui a pour but de le faire abjurer. Charles Quint, alors empereur depuis peu de temps et encore relativement jeune, y participe aussi. Luther y comparait durant deux jours devant l'assemblée réunie dans l’attente qu’il renie sa doctrine. Il refuse de désavouer ses ouvrages, à moins d'être convaincu d'erreur par le témoignage de l'Écriture divine. Il est mis au ban de l'Empire par l'empereur Charles Quint le 26 mai 1521, ce qui signifie que n'importe qui à le droit de se saisir de lui et de le remettre à la justice. On lui interdit d'écrire et de publier. Ceci n'empêche pas Luther de continuer à écrire des lettres et à prêcher ses idées, aidé en cela par ses disciples dont le plus célèbre est Philippe Mélanchthon. Philippe Melanchthon publie en 1521 les Loci theologici, qui exposent, pour la première fois de manière systématique, la pensée luthérienne avec toutes ses nouveautés et ses ruptures par rapport à la pensée chrétienne médiévale.
Certains groupes sociaux sont plus ou moins sensibles aux idées modernes et réformistes défendues par Martin Luther. Une part non négligeable du clergé adhère alors aux idées de Martin Luther, notamment dans le Saint Empire. Ce sont en général des hommes qui ont étudié dans une université elle-même convertie à l'humanisme. La foi chrétienne doit tenir compte de la nouvelle façon de penser. La noblesse, avec à sa tête Klaus von Falkenstein, est très favorable à Martin Luther. Un certain nombre d'humanistes et d'artistes (Dürer, Craven) adhèrent aussi à sa doctrine.

### Guerre des paysans allemands
Les deux théologiens les plus importants de la réforme radicale sont Thomas Müntzer et Andreas Karlstadt. Thomas Müntzer est à la base un théologien et prédicateur disposant d’une bonne formation théologique. Mais de plus en plus partisan d’une vision exaltée et mystique de la foi chrétienne, il prêche de ville en ville et est parfois chassé par l'évêque qui ne veut pas de concurrence religieuse. Andreas Karlstadt est un des anciens professeurs de Luther à l’université de Wittemberg. Il s’éloigne cependant de sa formation universitaire et se tourne lui aussi vers une vision plus radicale de la Réforme. Il encourage ses étudiants à brûler leurs livres dans d'immenses autodafés, où de précieux manuscrits disparaissent, et à apprendre un métier. Il est le premier prêtre catholique romain à se marier, rompant ainsi ses vœux de chasteté. Il épouse une ancienne nonne, lointaine parente d'Hidelgarde von Bingen.
La Réforme est l'occasion pour certains groupes sociaux d'exprimer leur mécontentement. Ils donnent ainsi au message évangélique une dimension qui pourrait être qualifiée de révolutionnaire. Les petits nobles se révoltent en 1522 sous la houlette de von Hutten et Sickingen. En 1522, les paysans d'Allemagne du sud se révoltent mêlant des revendications socio-politiques à des exigences religieuses.
Or, pour Martin Luther, une réforme religieuse ne devrait pas s'identifier avec une cause économique et sociale. Luther conjure les paysans de ne pas recourir à la force. Pour lui, la Bible ne peut apporter aucune solution aux problèmes de la vie civile ou économique. Il refuse une révolte sociale au nom de la Bible, exprimant ainsi son conservatisme social. Pendant la guerre que les paysans livrent aux seigneurs du Sud du Saint-Empire romain germanique, il encourage les seigneurs à châtier sans pitié les révoltés. En effet, dans une courte brochure de 1525, intitulée Contre les bandes pillardes et meurtrières, il enjoint à ses « chers seigneurs » de « poignarder », « pourfendre » et « égorger » les rebelles paysans (cité dans J. Lefebvre, Luther et l'autorité temporelle, 1521-1525, Paris, Aubier, 1973, p. 247-257). Ceci lui vaut de voir disparaître une grande partie du soutien des seigneurs du Sud pour qui réforme religieuse rime avec anarchie.

### Institutionnalisation de l'Église luthérienne

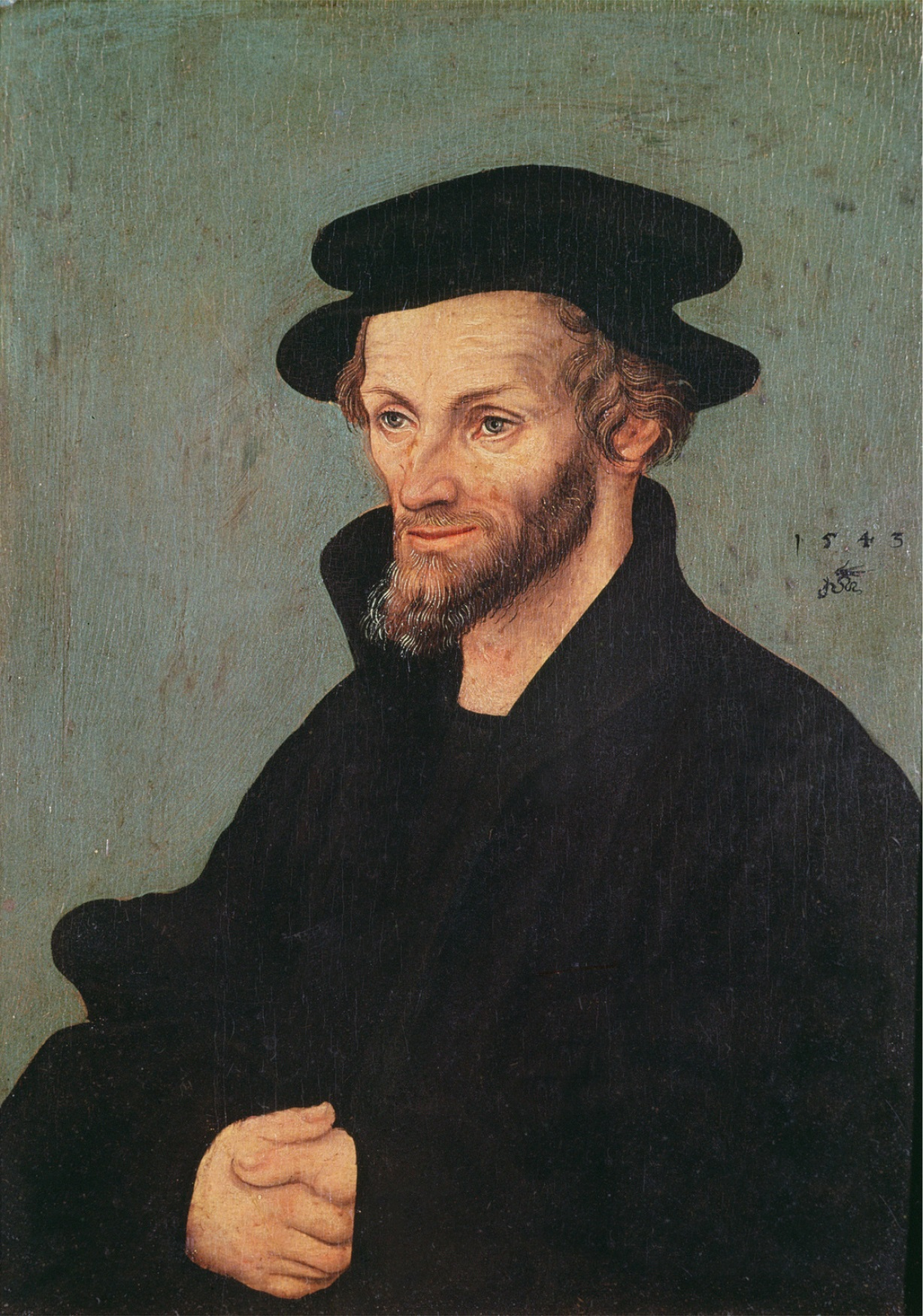
Portrait de Philippe Melanchthon par Lucas Cranach l'Ancien (1543).

Face à l'agitation provoquée par les diverses tendances de la Réforme, Martin Luther s'occupe en premier lieu d'organiser la nouvelle liturgie en langue allemande. C'est la première fois que le peuple peut prier d'un bout à l'autre de la cérémonie dans sa langue nationale. Cette révolution de nature religieuse fait beaucoup pour le développement de la langue allemande. La messe allemande repose sur la lecture du Nouveau Testament, le sermon, élément central du culte, et les chants. Luther écrit un recueil de sermons que les pasteurs peuvent utiliser durant l'office. Ceci permet une certaine unité doctrinale parmi les premières communautés converties aux idées de Luther. Les chants religieux, très nombreux pendant l'office, sont un puissant ressort d'émotion.
Au niveau liturgique, le pasteur consacre les deux espèces qui deviennent le vrai corps et le vrai sang du Christ. Dans la doctrine luthérienne, il n'y a pas changement du pain et du vin en une nouvelle substance – le corps du Christ – mais coexistence de deux substances : le pain et le corps du Seigneur. C'est la consubstantiation. Martin Luther admet le mariage des pasteurs, ainsi que le contrôle du pouvoir temporel sur le pouvoir spirituel, garant de l'orthodoxie face à la multiplication des premiers mouvements inspirés par les idées de Luther. Le prince, comme chrétien éminent et du fait de sa mission divine, assume les fonctions d'évêque chargé de faire régner l'ordre dans l'Église. Il porte le titre de Summus episcopus. Cette mission particulière des princes leur permet d'augmenter leur pouvoir sur leurs sujets.
Autre révolution : les fidèles reçoivent un enseignement religieux, ainsi que les enfants pour lesquels Martin Luther écrit le Grand et le Petit catéchisme dans un langage simple et accessible. Ce sont donc les protestants qui initient les premiers catéchismes dans une logique de clarification des points de doctrine et de diffusion de la nouvelle foi. Luther – pourtant lui-même très dévot historiquement car il avait décidé de devenir moine après un vœu à Sainte Anne – condamne également un grand nombre de rites catholiques : les pèlerinages, le culte des saints, les reliques…
Dans le même temps, la Réforme prend une tournure et politique. La réforme luthérienne partie de Saxe influence les villes libres du sud de l'Allemagne, le Brandebourg, le Brunswick et l'Anhalt. L'empereur Charles Quint veut combattre l'hérésie par les armes.
En 1529, lors de la seconde diète de Spire, six princes et quatorze villes refusent d'appliquer les décrets impériaux revenant sur les libertés religieuses des princes et déclarent : « …nous protestons… », d'où le nom de protestants. En 1530, les diverses mouvances de la Réforme présentent leur confession devant la Diète réunie à Augsbourg et l'empereur. La confession d'Augsbourg, une confession de foi luthérienne, est rédigée par Philippe Melanchthon. Celle présentée par Ulrich Zwingli affirme que la Cène n'est qu'une commémoration. Les réformés de Strasbourg présentent une troisième confession au nom des villes alsaciennes dite Confession tétrapolitaine. La Diète d'Augsbourg montre l'impossibilité de faire l'unité des protestants  même si les Alsaciens finissent par adopter la Confession d'Augsbourg.

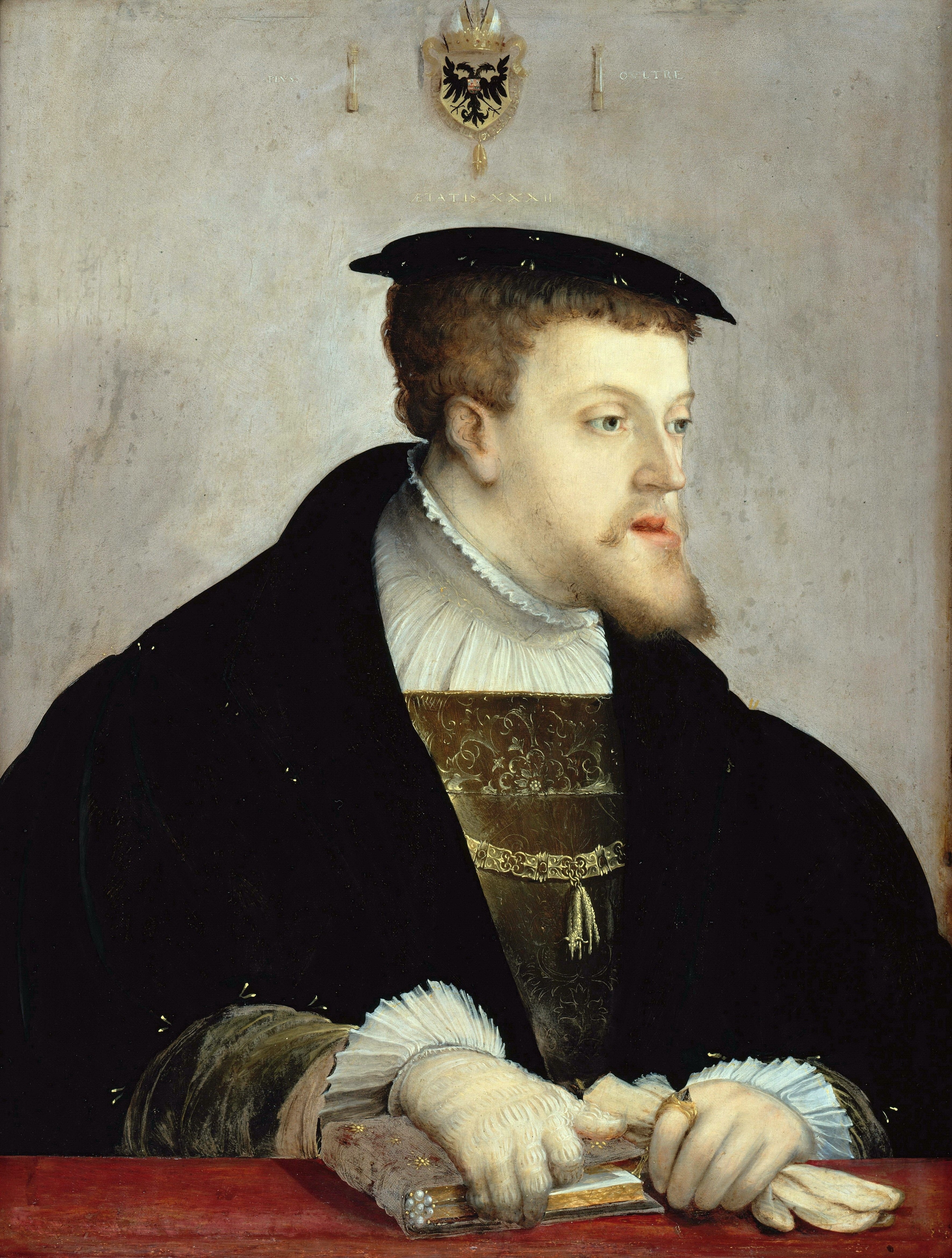
L'empereur Charles Quint par Christoph Amberger, 1532.

À l'issue de la diète d'Augsbourg, Charles Quint somme les protestants de se soumettre à Rome dans un délai de sept mois. Inquiets, ces derniers constituent en 1531 la ligue de Smalkalde. L'empereur leur accorde alors une trêve. En 1536, sous l'impulsion de Martin Bucer, les protestants d'Allemagne du nord et du sud, divisés sur le problème de la Cène, signent la Concorde de Wittemberg (1536), ce qui permet au luthéranisme d'étendre son influence en Allemagne du sud et isole les Suisses.
En 1546, lorsque les protestants refusent de reconnaître le Concile de Trente, Charles Quint lève ses troupes dans le but de réprimer le protestantisme par les armes. Les protestants, qui forment la Ligue, subissent une cuisante défaite à Mühlberg en Saxe en 1547. L'empereur peut aussi imposer l'année suivante aux protestants l'Intérim d'Augsbourg qui les autorise juste à pratiquer la communion sous les deux espèces et le mariage des prêtres. Les princes protestants obtiennent alors l'appui du roi de France Henri II en échange du droit pour celui-ci d'occuper Metz, Toul, Verdun « et autres villes de l'Empire ne parlant pas allemand ». Charles Quint laisse son frère, le futur empereur Ferdinand Ier, signer la paix d'Augsbourg en 1555. Les sécularisations déjà accomplies de biens de l'Église catholique sont entérinées, mais il est interdit à l'avenir de lui confisquer d'autres biens. Les princes et les villes libres ont le droit de choisir leur religion, mais les sujets sont obligés de professer la même religion que leur souverain ou d'émigrer, d'où l'adage : Cujus regio, ejus religio (tel prince, telle religion). Les deux tiers de l'Allemagne sont devenus protestants.
Dans le même temps, le calvinisme se diffuse encore plus dans le Saint Empire romain germanique. L'électeur palatin adhère en effet au calvinisme et fait éditer en 1563 le célèbre catéchisme d'Heidelberg repris par la plupart des églises calvinistes. Nassau, Brême, Anhalt, Hesse-Cassel, Hesse-Darmstadt, Schleswig et Deux-Ponts deviennent à leur tour calvinistes entre 1576 et 1600.
Après la mort de Martin Luther en 1546, c'est Philippe Mélanchthon qui devient le guide des luthériens jusqu'à sa mort en 1560. En 1580, les théologiens luthériens parviennent à unir les différents États luthériens autour d'un texte de confession commun. C'est le Livre de Concorde.

### La Réforme zwinglienne en Suisse et en Alsace

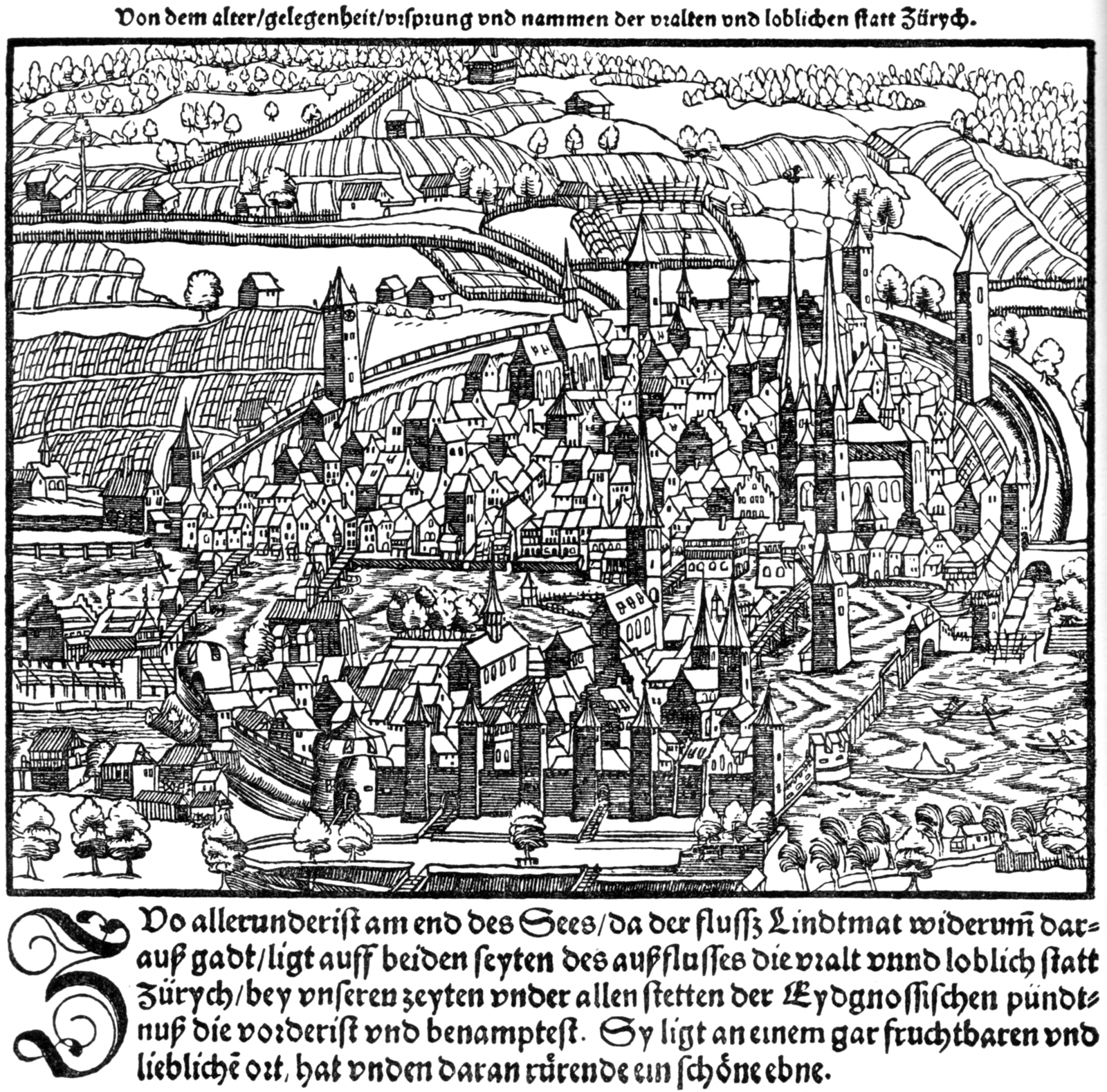
Zurich en 1548.

À Zurich, Ulrich Zwingli, curé de la ville, expose le 29 janvier 1523 les 95 thèses en présence des magistrats de la ville et du vicaire général de l'évêque de Constance, dont la ville dépend sur le plan religieux. Pour lui, baptême et cène sont des cérémonies symboliques, alors que les partisans de Martin Luther les voient comme des sacrements, ce qui rend impossible tout accord avec les Allemands.
Le point de vue d'Ulrich Zwingli l'emporte progressivement. Ulrich Zwingli obtient la sécularisation des couvents et crée en 1524 une école d'exégèse biblique. En 1525, les magistrats de la ville interdisent la messe dans la ville. Elle est remplacée par un culte très dépouillé. Un tribunal matrimonial est créé la même année. Ses compétences finissent par s'étendre à toute la vie morale et sociale des citoyens.
Le canton de Bâle passe lui aussi à la réforme en 1529 grâce à l'action de Jean Huschin, de même que Glaris, Berne, Bienne, Schaffhouse, Mulhouse et Saint-Gall. Les succès protestants divisent la Suisse en deux camps prêts à en découdre. Ulrich Zwingli voudrait créer une coalition entre les protestants suisses et allemands. Mais la rencontre de Marbourg, en 1529, ne permet pas une pleine communion avec ces derniers. En 1531, Ulrich Zwingli est tué et sa petite armée est battue à Kappel, par les cantons catholiques exaspérés par le blocus économique dont ils font l'objet. En Suisse romande, la Réforme gagne d'abord Neuchâtel puis Genève et le pays de Vaud en 1536. Après la mort de Zwingli et celle d'Œcolampade (la même année), Heinrich Bullinger encourage Zurich à signer avec d'autres villes la Première Confession helvétique, qui est saluée par Martin Luther comme un texte plus orthodoxe, bien que non satisfaisant à ses yeux. En 1549, après une correspondance volumineuse avec Jean Calvin (et au prix de quelques modifications doctrinales), Heinrich Bullinger parvient à se rapprocher de l'Église de Genève, au moyen du Consensus de Zurich. Heinrich Bullinger est une personnalité célèbre de l'Europe protestante de l'époque grâce à l'étendue de sa correspondance, à la diffusion de ses ouvrages, à l'hospitalité qu'il accorde aux persécutés (il héberge Anna Reinhart, la veuve d'Ulrich Zwingli après sa mort) et à son rôle de conseiller auprès de l'anglicanisme. Il rédige aussi la Confession helvétique postérieure, reconnue en 1566 par la plupart des Églises réformées suisses et acceptée en Écosse, en Hongrie et en Pologne.
Strasbourg se réforme de façon originale sous l'influence de prédicateurs locaux comme Matthieu Zell qui commente avec succès l'épître aux Romains sur le Salut, Wolfgang Capiton, prédicateur de talent et grand érudit et Martin Bucer, passionné par l'enseignement de Luther. En 1524, des prédicateurs enseignent l'Évangile dans les paroisses de la ville et le culte est simplifié. Il sécularise les biens des couvents. Occupant une position médiane entre Martin Luther et Ulrich Zwingli, Martin Bucer est jugé trop proche de ce dernier par Martin Luther, au colloque de Marbourg. C'est la raison pour laquelle, en 1530, Strasbourg présente avec les villes de Constance, Lindau et Memmingen, la Confession tétrapolitaine, à mi-chemin sur le plan eucharistique entre Martin Luther et Ulrich Zwingli.
En 1533, un synode élabore une constitution ecclésiastique qui instaure une assemblée hebdomadaire du clergé avec la participation de trois laïcs (le convent). La discipline ecclésiastique est confiée aux laïcs ou anciens. En mai 1536, Martin Bucer et les représentants de diverses Églises de la Confession Tetrapolitaine (et d'autres, comme Augsbourg ou Bâle) signent, avec Martin Luther et les Églises de Saxe, la Concorde de Wittemberg, à laquelle se rallie ensuite l'ensemble du protestantisme, excepté principalement Zurich. Strasbourg, où Jean Calvin fait un séjour et enseigne entre 1538 et 1541, fait donc alors double usage de la Confession tétrapolitaine et de la Confession d'Augsbourg et les autorités ne permettent pas de diffuser des enseignements contraires à cette doctrine. Toutefois, à partir de 1563, les autorités de Strasbourg ne reconnaissent plus que la Confession d'Augsbourg comme norme doctrinale.

### La réforme radicale: les anabaptistes
La Réforme radicale désigne un ensemble de mouvements réformateurs hétérogènes qui se sont développés en marge de la Réforme protestante luthérienne et calviniste. Malgré cette hétérogénéité, les réformateurs radicaux ont en commun de vouloir créer une Église professante c'est-à-dire reposant sur l'adhésion personnelle à la foi, sans aucune contrainte venant de l'État. Cela les amène à privilégier le baptême des adultes, la réduction drastique du nombre des sacrements à deux (baptême et eucharistie), à contester la prééminence de la théologie savante et une vision de la foi chrétienne fondée sur l'inspiration directe par l'Esprit saint censé guider les croyants sans intervention d'une hiérarchie religieuse.
On peut distinguer trois grandes tendances anabaptistes parmi les groupes de la réforme radicale ; les radicaux révolutionnaires, les anabaptistes pacifiques, les spiritualistes. Seul l’anabaptisme pacifique a réellement survécu aux diverses répressions orchestrées par les institutions tout au long du XVIe siècle.
L'anabaptisme pacifique a son origine le 21 janvier 1525, où Conrad Grebel a réuni un groupe de croyants opposés aux baptême des enfants à la maison de Felix Manz à Zollikon en Suisse, et a exercé le premier baptême du croyant. Puis il se développe dans le Tyrol avec les huttérites. La Confession de Schleitheim publiée en 1527 par les frères suisses, un groupe d’anabaptistes, dont Michael Sattler à Schleitheim, est une publication qui a répandu la doctrine du baptême du croyant et de l’Église de professants,. L’adhésion à la doctrine de l’Église de professants est une caractéristique particulière d’une église évangélique au sens spécifique,.
D'une part, cette aile comprenait les réformateurs radicaux, dont Thomas Müntzer, le grand adversaire de Martin Luther. Leurs préoccupations centrales étaient la réforme radicale de l'Église et, dans le cas de Thomas Müntzer, le bouleversement révolutionnaire (fondé sur la Bible) des conditions politiques et sociales. C'est là que se trouvent les racines de la guerre des paysans allemands 1524-1526, avec la création en Thuringe du Conseil éternel, qui devait imposer les revendications politiques et sociales des paysans.
Les anabaptistes de Münster se caractérisaient par un chiliasme enthousiaste et même violent, qui avait été enflammé par les persécutions subies. Après que le parti anabaptiste réformateur eut obtenu la majorité politique au conseil de Münster en 1534, la ville fut en grande partie encerclée par un siège sous l'égide de l'évêque Franz von Waldeck. Par la suite, les anabaptistes de Münster se radicalisèrent de plus en plus, l'évolution culminant dans l'établissement d'un « royaume de Münster » et finalement dans la prise de la ville à l'été 1535. Leurs dirigeants se considéraient comme les instruments décisifs et les ouvreurs de voies d'un royaume de Dieu en train d'arriver.
Un quatrième groupe au sein de « l'aile gauche de la Réforme » était constitué par les spiritualistes, qualifiés de fanatiques par leurs adversaires. Ils étaient étroitement apparentés au mouvement anabaptiste et en étaient en partie issus. Ils défendaient une foi fortement intériorisée. Leur objectif n'était pas en premier lieu de former une Église visible et constituée. Ils n'accordaient pas non plus une grande importance aux signes extérieurs ou aux sacrements tels que Cène et Baptême. Parmi leurs représentants les plus importants, on trouve Sebastian Franck et Kaspar Schwenckfeld.
Un autre groupe de la Réforme radicale était les antitrinitaires réformateurs, dont Michel Servet peut être cité comme représentant. Ici aussi, il y avait parfois des recoupements avec le mouvement anabaptiste, comme dans le cas d'Adam Pastor et des Frères polonais en Pologne-Lituanie. En Transylvanie, l'Église unitarienne, issue de la Réforme, existe encore aujourd'hui.
Les autorités catholiques, luthériennes et réformées ont persécuté ces groupes avec une grande sévérité, sans tenir compte de leurs objectifs et doctrines différents. Dans de nombreux pays, les anabaptistes ont dû quitter le pays en abandonnant leurs biens ; dans d'autres principautés, ils ont été emprisonnés et torturés en raison de leurs convictions et, dans les cas extrêmes, ils ont même été brûlés ou noyés comme hérétiques.

### Diffusion du luthéranisme dans les pays scandinaves
La Réforme luthérienne déborde les frontières allemandes. Les échanges culturels et commerciaux entre le monde scandinave et le Saint-Empire sont très importants. Olaf et Laurent Petersen, Olaeus et Laurentius Patri, formés à l'université de Wittemberg, commencent à prêcher la Réforme en Suède en 1518. Ils publient douze thèses qui présentent les principales idées de Luther. Le clergé catholique suédois, qui possède 30 % des terres, est très déconsidéré en Suède. De ce fait, la Réforme progresse sans résistance. En 1527, la diète suédoise accepte la réforme, permet la sécularisation des biens du clergé au profit de la monarchie. Le roi devient le chef suprême de l'Église. En Finlande, le clergé se réforme de lui-même.
Au Danemark, sous le règne de Frédéric Ier (1523-1533), la prédication luthérienne se développe grâce à Hans Tausen qui a fait ses études à Wittemberg et à Paul Helgesen. Les Trente-trois Articles de Copenhague posent les bases de la Réforme en 1530 même si elle n'est pas encore adoptée officiellement. Il faut attendre 1536 pour qu’à l'instigation de Johannes Bugenhagen, Christian III fasse de la confession d'Augsbourg la confession de foi du Danemark. Le roi est le chef de l'Église danoise. Il nomme des surintendants qui remplacent les anciens évêques. La Réforme est aussi prêchée en Islande où elle rencontre une forte résistance et en Norvège, unie au Danemark à partir de 1539. L'université de Copenhague devient un centre de rayonnement luthérien.

## La conversion à la Réforme de l’Église d'Angleterre

### L'anglicanisme,via media?
L’apparition de la réforme anglicane est souvent présentée comme l'expression d'une via media (voie intermédiaire) entre catholicisme et protestantisme et d'une transformation modérée et équilibrée de l’Église entre les extrêmes incarnés par Rome et par la Réforme. Les historiens de l'anglicanisme avancent ainsi souvent que la Réforme en Angleterre est marquée par la modération, de l'équilibre, le respect de l'ordre, avec un désir d'éviter les positions dogmatiques et les formulations doctrinales précises, un scepticisme à l'égard de l'enthousiasme religieux, et une tendance à préserver la continuité avec le passé. Le premier siècle suivant le début de la Réforme d'Henri VIII est donc supposé être le moment où ces valeurs sont devenues réalité.
Or, la Réforme sous Henri VIII se caractérise par un mélange inconfortable de pragmatisme, d'évangélisme et de conservatisme réactionnaire. Il y avait certes un rejet de l'autorité papale combiné à une attaque contre certains autres aspects centraux de la dévotion catholique. Cependant, dans le même temps, certaines réformes ont été annulées selon que le soutien royal aux idées protestantes fluctuait. L’Eglise anglaise se caractérise par là par des tensions et par des orientations contradictoires entre les partisans de la religiosité traditionnelle et par les défenseurs de la Réforme.

### HenriVIII

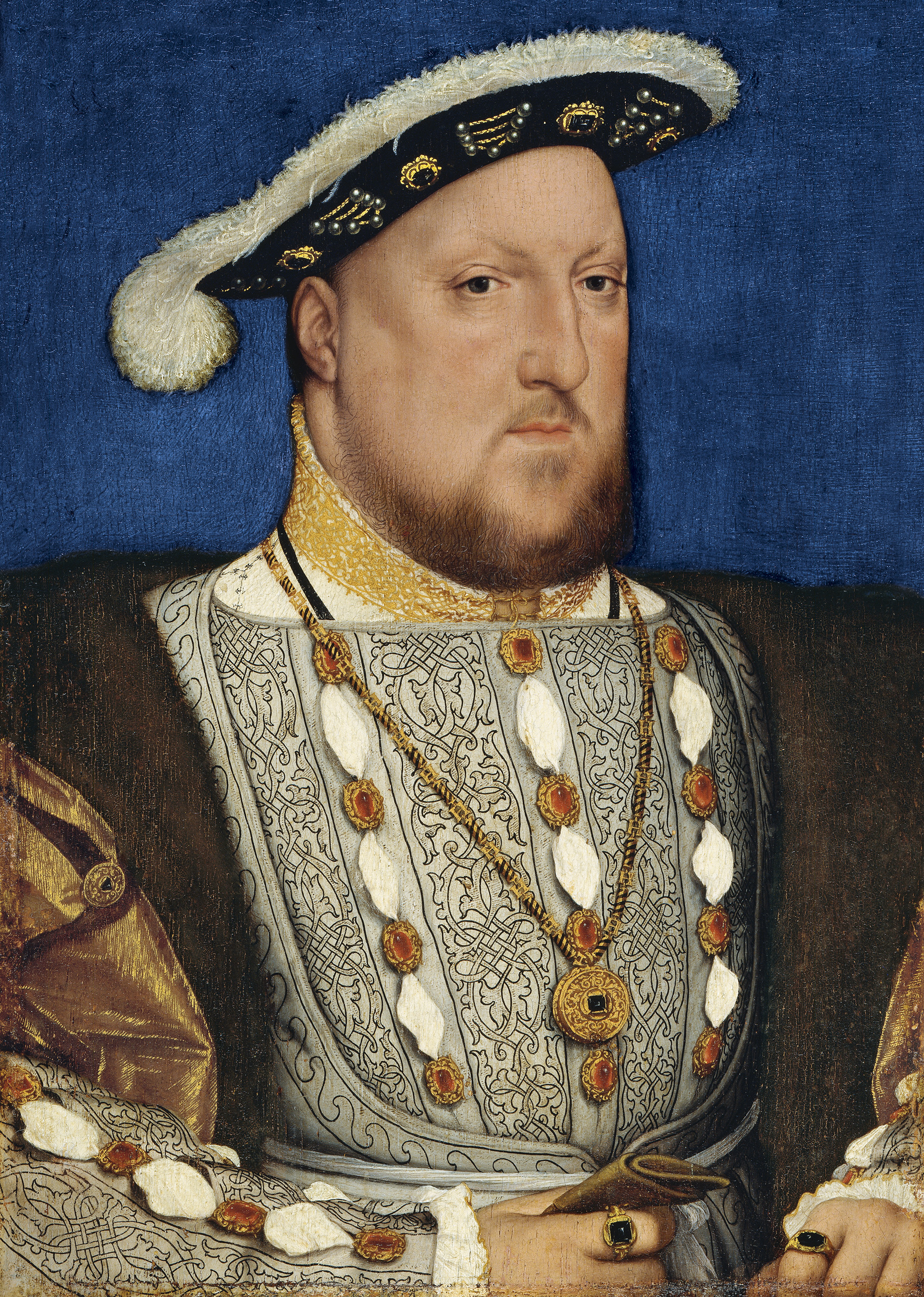
Henri VIII par Hans Holbein le Jeune, 1536 environ.

Au début de la Réforme, Henri VIII prend position contre les idées de Luther et fait paraître en 1521 sous sa signature une Défense des sept sacrements qui rencontre un grand écho à travers l'Europe et connaît plusieurs éditions afin de contrer l’influence de Luther. Reconnaissant, le pape Léon X décerne d'ailleurs au souverain le titre de « défenseur de la foi ».
À partir de 1527, le souverain anglais souhaite obtenir l'annulation de son union avec Catherine d'Aragon dont il n'a qu'une fille après 18 ans de mariage, ce que le souverain envisage comme un signe de colère divine. Le pape Clément VII tergiverse et refuse l'annulation si bien qu'en 1531, le roi rompt les liens avec le pape avant de se proclamer « tête suprême » de l'Église anglaise en 1534. Thomas More et l'évêque de Rochester, qui refusent de reconnaître le roi comme chef suprême de l'Église anglaise, sont exécutés. Paul III, successeur de Clément VII, excommunie le roi, jette l'Interdit sur le royaume et prêche la croisade contre le roi bigame à ses yeux. En 1536, Henri VIII réprime un soulèvement catholique contre lui. En même temps, les protestants lui reprochent de ne pas aller assez loin et de ne pas faire une réforme du dogme. En 1539, les Six Articles, votés par le Parlement, maintiennent une stricte orthodoxie, transsubstantiation, communion sous une seule espèce, célibat et chasteté des prêtres.

### Poursuite de la Réforme sousEdouardVIet réaction catholique sousMarieIre
Sous le règne d'Édouard VI (1547-1553), l'Église d'Angleterre s'oriente de manière décidée vers la Réforme. Les injonctions royales, édictées en juillet 1547 sous l'impulsion d'Édouard Seymour, 1er duc de Somerset et chef du conseil de régence, abolissent les six articles, interdisent les processions, autorisent la communion sous les deux espèces et ordonnent la lecture des textes saints en anglais. En 1549, John Dudley, duc de Northumberland, remplace Somerset à la tête du conseil de régence. Il accueille les réfugiés strasbourgeois chassés par la victoire de Charles Quint sur les protestants allemands.

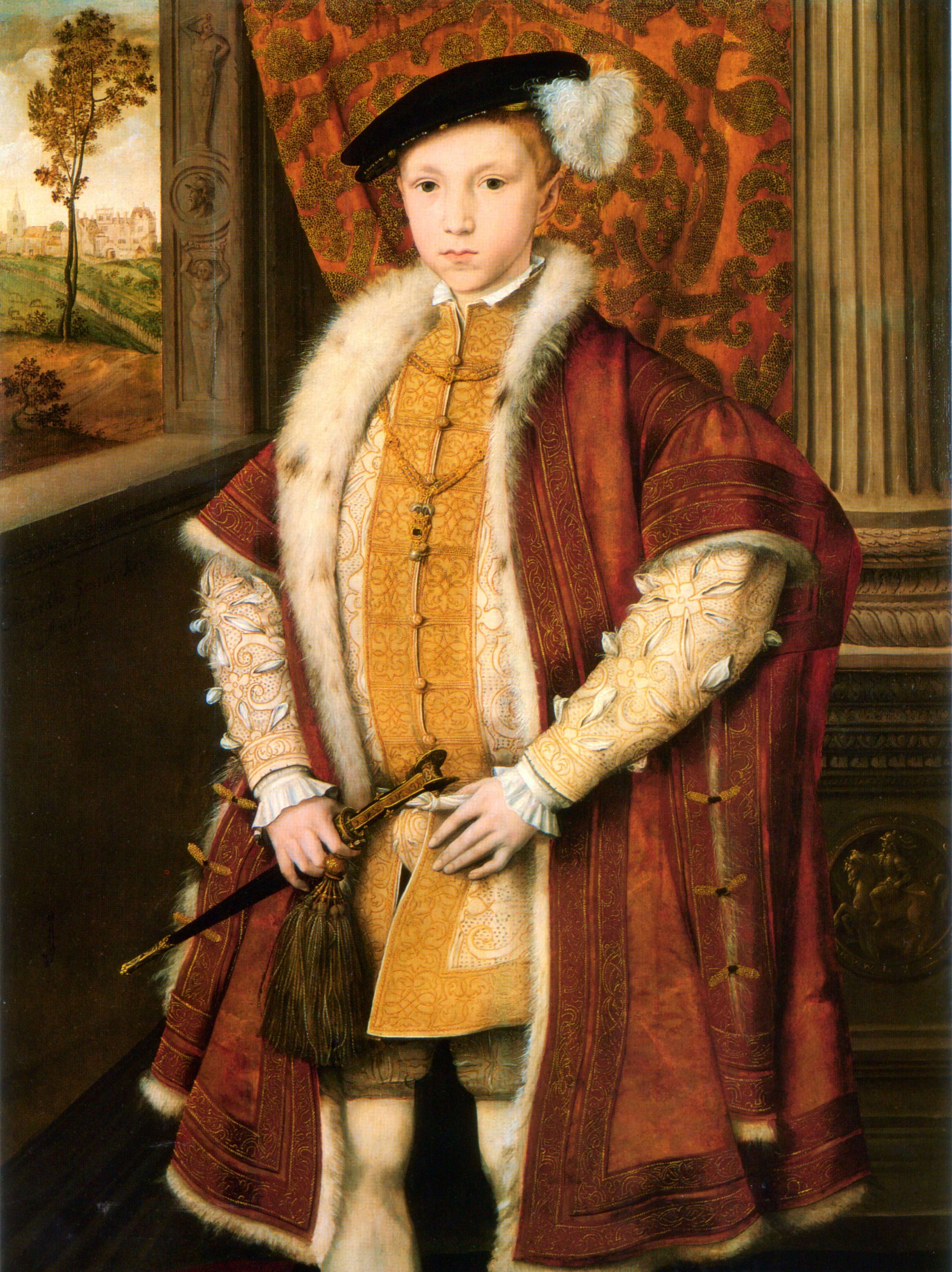
Le roi Édouard VI d'Angleterre, pendant le règne duquel la réforme de l'Église anglicane s'orienta davantage vers le protestantisme.

À la mort d'Henri en 1547, son fils de neuf ans, Édouard VI, hérita du trône. Seymour fut fait lord protecteur procède tout d'abord avec hésitation.
Les Injonctions de 1547 contre les images étaient une version plus rigoureuse que celles de 1538. Elles furent pourtant plus implacablement appliquées, tout d'abord de manière informelle, puis sur ordre. Toutes les images dans les églises durent être démantelées : vitraux, reliquaires, statues furent endommagés ou détruits. Les crucifix, ainsi que souvent les jubés, leurs galeries et leurs chancels, furent abattus, les cloches descendues. Les vêtements sacerdotaux, devenus interdits, furent ou brûlés ou vendus. Les plateaux de quête furent fondus ou vendus, et l'exigence du célibat du clergé fut levée.
Les processions furent interdites, les cendres et les palmes furent proscrites. Les chanteries, moyen grâce auquel les messes dites pour les morts étaient payées, furent totalement abolies. La façon dont tout cela fut accueilli est débattue : A.G. Dickens (en) soutient que le peuple avait « cessé de croire aux vertus d'intercession des messes dites pour les âmes du purgatoire » ; d'autres, comme Eamon Duffy, affirment que la démolition des chapelles de chantres et le retrait des images coïncidèrent avec l'activité des visiteurs royaux.
En 1549, Cranmer introduisit un Livre de la prière commune en anglais qui représente le fondement de la nouvelle liturgie anglicane. Ce livre pouvait être interprété de manière très différente : soit dans le sens d’une liturgie très proche de la tradition catholique, soit dans le sens d’un grand dépouillement conforme aux idées protestantes. La diversité des interprétations que pouvait recevoir ce livre explique la diversité des liturgies observables dans la pratique de l’Église d’Angleterre. En 1550, les autels en pierre furent remplacés par des tables de communion en bois, une fracture très visible avec le passé, car cela changeait l'apparence et le point central de l'église. Désormais, la Réforme pouvait avancer rapidement. En 1552, le livre de prières, que l'évêque traditionaliste Étienne Gardiner avait défini depuis sa cellule de prison comme « souffrant d'une interprétation catholique », fut remplacé par un second livre bien plus radical, qui modifiait la forme de l'office, afin d'ôter tout sens de sacrifice. Le Parlement d'Édouard abrogea aussi les « Six Articles » de son père.

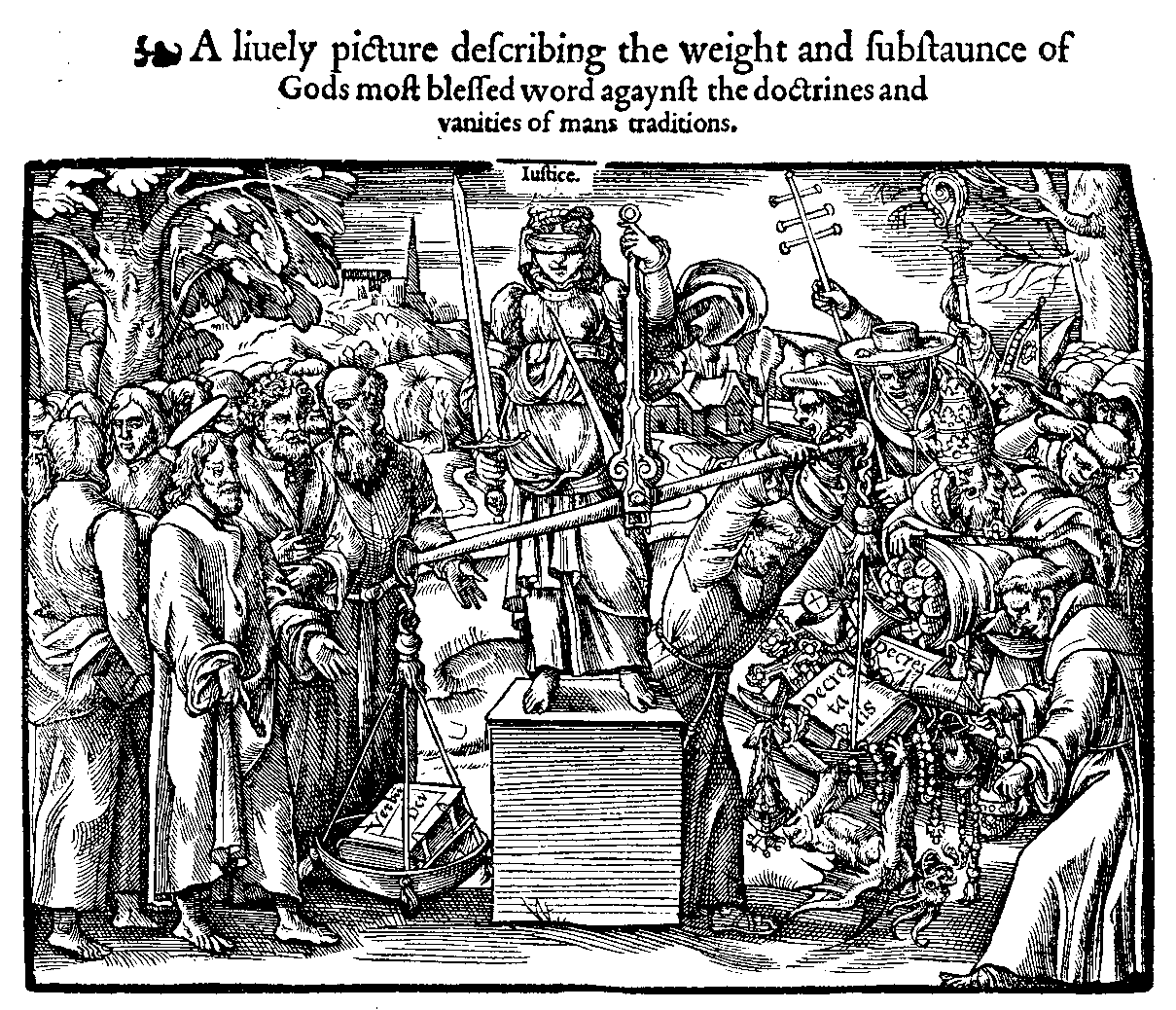
John Foxe, Poids de la parole de Dieu contre les traditions humaines, 1570

La mise en œuvre de la nouvelle liturgie ne se fit pas toujours sans lutte. Il y eut des rébellions. Le pasteur de Morebath dans le Devon consigna les événements de sa paroisse durant toute cette période, notant la docile destruction d'articles préalablement payés par des collectes de fonds, et la singulière résistance au nouveau livre de prières. L'opposition à l'enlèvement des images était si largement répandue que, durant le Commonwealth, William Dowsing (en) (1596-1679) fut chargé de briser les images dans le Suffolk, une tâche selon lui énorme. Dans le Kent et le sud-est, la mise en conformité fut le plus souvent volontaire, et pour beaucoup, la vente de vêtements sacerdotaux et de plateaux fut une occasion de gagner de l'argent. Mais il est vrai qu'à Londres et dans le Kent, les idées de la Réforme s'étaient infiltrées plus profondément dans la pensée populaire.
Les protestants anglais parviennent à faire adopter par le Parlement le Book of Common Prayer qui devient obligatoire dans tout le royaume par l’Act of Uniformity (15 janvier 1549) et qui eut une influence énorme sur l’ensemble de l’histoire de l’Église anglaise. En 1552, le nouveau Prayer Book est nettement plus protestant, l’Act of Uniformity qui l'accompagne accentue les sanctions contre les prêtres qui n'utilisent pas le Prayer Book et prévoit des amendes pour ceux qui ne se rendent pas à l'office du dimanche. Enfin, en avril 1553, les Quarante-deux articles précisent la doctrine anglicane : le prêtre devient un simple ministre de la parole, il célèbre l'eucharistie sans référence à la transsubstantiation, le culte des Saints, la croyance au Purgatoire, les pèlerinages, les reliques sont rejetés ; la doctrine sur la justification par la foi et la prédestination est d'inspiration calviniste.
Après la mort d'Édouard VI, sa sœur aînée Marie, restée catholique, devient reine (1553). Elle obtient d'un parlement recruté avec soin l'abolition de toutes les lois antérieures. Elle gouverne avec le cardinal Pole et fait arrêter les prélats qui sont des protestants convaincus. L'annonce de son mariage avec Philippe, le fils de Charles Quint, déclenche une révolte dans le Kent, réprimée durement. La religion catholique est partout restaurée et les hérétiques poursuivis. Marie meurt le 17 novembre 1558.

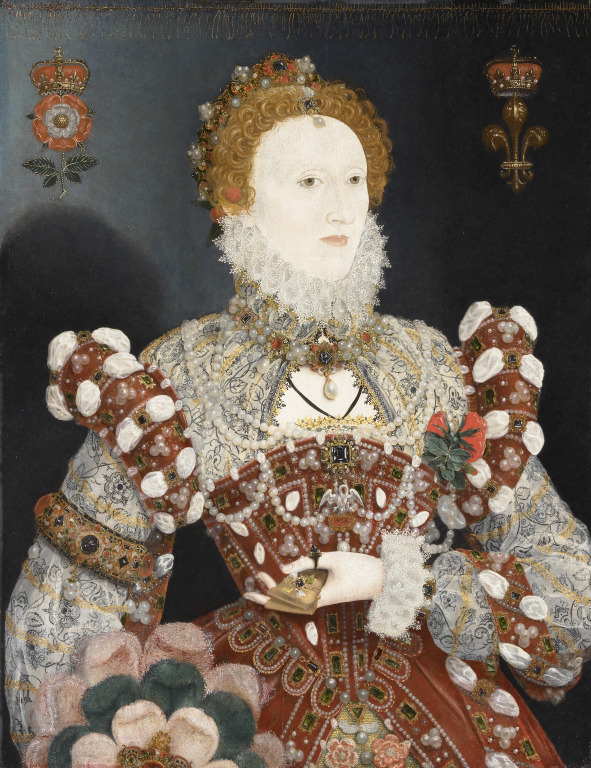
Élisabeth Ire peinture par Nicholas Hilliard, 1575.

### Le compromis sousElisabethIre
Lorsque Élisabeth Ire, demi-sœur de Marie, arrive au pouvoir en 1558, le clergé anglais est entièrement catholique. Comme reine, l'une de ses premières décisions fut de restaurer l'autorité de l'Église protestante anglaise — aux dépens de l’Église catholique promue par sa demi-sœur Marie — comme seule religion d'État, et elle devint le gouverneur suprême de l'Église anglicane. Ce Règlement élisabéthain évolua par la suite pour devenir l'Église d'Angleterre.
En 1559, un nouvel Act of Supremacy lui donne le titre de chef suprême de l'Église anglaise (Supreme Head) ; le Book of Common Prayer est rétabli dans tout le royaume. Le clergé doit se soumettre ou démissionner. Élisabeth Ire consolide les institutions de l'Église anglicane en leur donnant une confession, les Trente-neuf articles, en 1571.

## Le calvinisme ou la seconde vague du protestantisme

### Calvin de la France à Genève

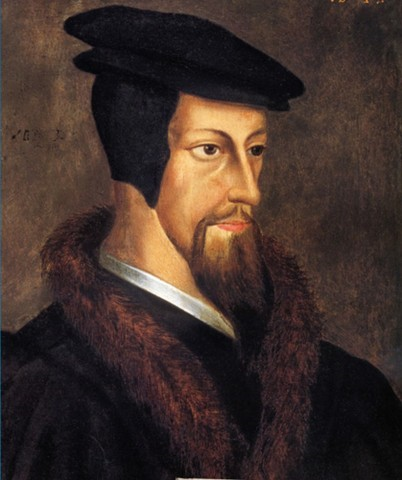
Jean Calvin, portrait de date inconnue.

Jean Calvin, originaire de Noyon en Picardie, fait des études à Paris puis à Orléans et à Bourges où il étudie le droit. Gagné à la Réforme, il doit quitter la France à la suite de l'Affaire des Placards en 1534.
En 1536, le conseil de Genève qui a proscrit la messe et introduit la réforme dans la cité fait appel à Jean Calvin, à l'instigation de Guillaume Farel. Il édicte les Quatre Articles et une Instruction, puis la Confession de foi de 1537 pour doter l'Église réformée de Genève d'une solide armature disciplinaire et doctrinale. Mais la rigidité que les réformateurs cherchent à imposer mécontente le peuple qui parvient à convaincre le conseil de les chasser en avril 1538. Jean Calvin réside alors à Strasbourg où il s'occupe des réfugiés français et enseigne à la haute école de la ville. La ville de Genève le rappelle en 1541. Il y reste jusqu'à sa mort en 1564.
Il fonde l'Académie de Genève dans le but de former les futurs prédicateurs nécessaires à l'instruction religieuse de la population en 1559.
Jean Calvin est partisan de la Cène hebdomadaire, mais, en raison de « l'infirmité du peuple », il consent à ne la célébrer que 4 fois par an : Noël, Pâques, Pentecôte et le premier dimanche de septembre. Il élabore une liturgie, la Forme des prières et chants ecclésiastiques, dont beaucoup d'éléments sont empruntés au rituel de Strasbourg. Les services consistent en sermon, chants et psaumes. Il rédige aussi un catéchisme, expliquant la doctrine sans grande pédagogie.

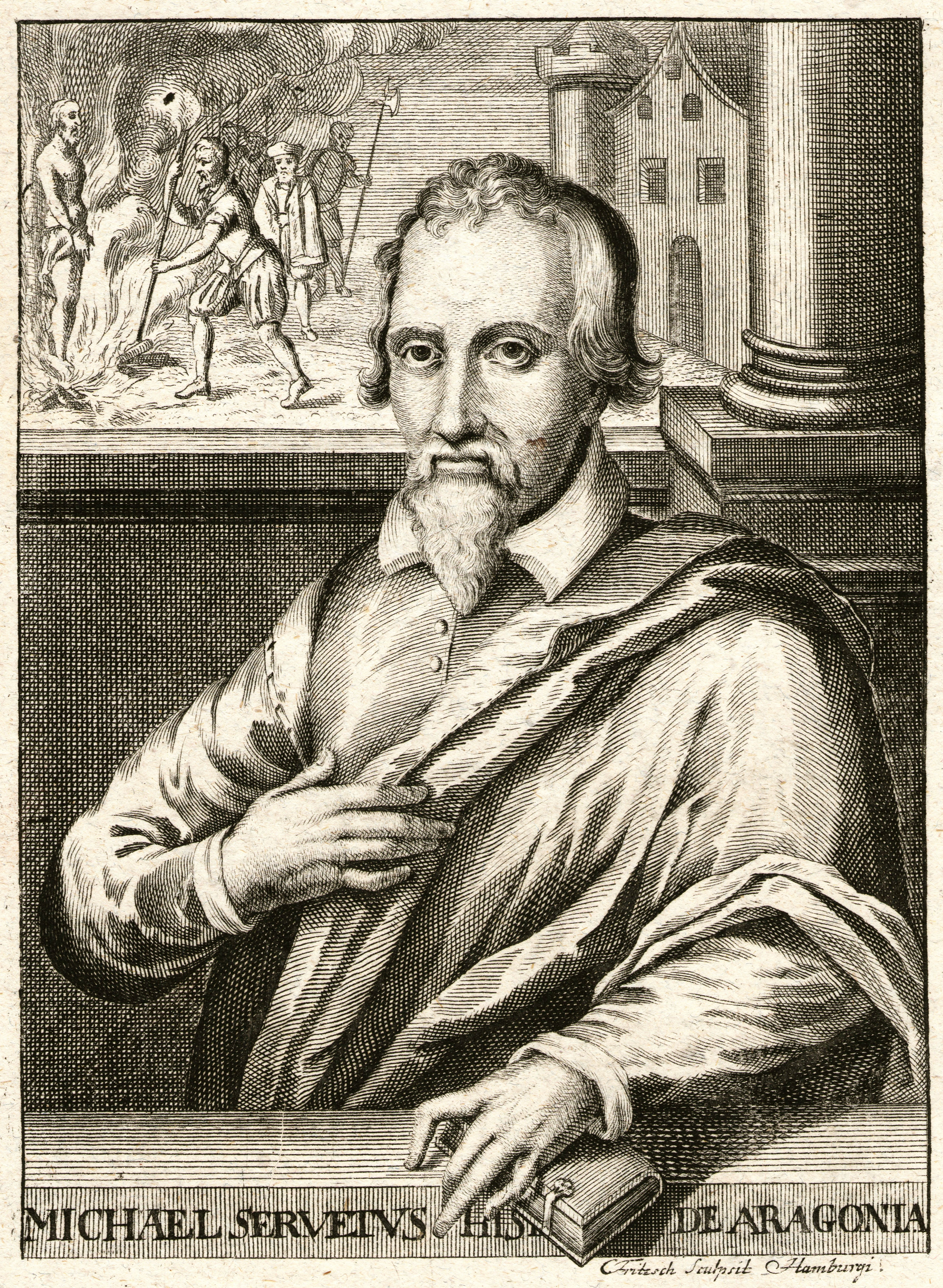
Michel Servet, portrait de date inconnue.

Jean Calvin joue un rôle important dans les controverses religieuses. Il combat les anabaptistes. Il fait arrêter le théologien et médecin espagnol Michel Servet, réfugié à Genève parce qu'il avait écrit contre la trinité. Ce dernier est brûlé vif en 1553. Le procès de Michel Servet entraîne un débat avec Sébastien Castellion qui milite pour la tolérance religieuse. Jean Calvin polémique aussi avec ceux qui contestent la prédestination. La forte pression morale que Jean Calvin exerce sur la cité avec l'aide principalement des réfugiés français se heurte au mécontentement populaire et aux représentants des grandes familles genevoises. Genève acquiert la réputation d'une nouvelle Jérusalem où l'identification de la cité avec la religion est complète auprès des protestants persécutés dans les pays catholiques. Elle attire des exilés de toute l'Europe. De 1540 à 1564, près de mille nouveaux bourgeois y sont admis. Le rayonnement européen de la ville est dû à Jean Calvin qui entretient une correspondance avec des personnes de presque tous les pays d'Europe par souci d'unité protestante. Il tient aussi à la réputation de l'Académie fondée en 1559. Cette école accueille très vite des étudiants de tout le continent. Elle forme essentiellement des pasteurs, mais aussi des juristes et une partie de l'élite réformée européenne. Après la mort de Jean Calvin en 1564, c'est Théodore de Bèze qui anime la Réforme dans la ville. Une autre contemporaine de Jean Calvin, Marie Dentière joue un rôle important à Genève et publie notamment un documentaire sur les épisodes genevois La guerre et deslivrance de la ville de Genesve (1536).

### Une théologie de la grâce et de la prédestination
En 1536 paraît en latin à Bâle la première version de son œuvre majeure, Institution de la religion chrétienne, sous un titre passager, Christianae religionis institutio, totam fere pietatis summam et quicquid est in doctrina salutis cognitu necessarium complectens…, qui comprend alors 6 chapitres. Une nouvelle version latine révisée de 19 chapitres est publiée à Strasbourg en 1539 sous un titre qui continuera à évoluer, Institutio christianae religionis nunc verè demùm suo titulo respondens, suivie d'une autre édition de 25 chapitres immédiatement traduite en français en 1541, puis d'une quatrième et d'une cinquième version respectivement en 1550 et 1554.
La souveraineté absolue de Dieu y est proclamée. Calvin s'efforce de développer une théologie centrée autour de Dieu. En désobéissant à Dieu, l'homme est esclave du péché. Il est rarement capable de mettre en œuvre sa volonté pour faire le bien. Continuant son raisonnement, Jean Calvin pense que la foi elle-même vient de Dieu, c'est la prédestination.
À peine mentionnée dans l'édition de 1536, la prédestination a pris une place croissante dans les éditions suivantes, Jean Calvin se plaçant au cœur des polémiques en soutenant que Dieu a choisi de toute éternité ceux qui seront sauvés, formule volontairement ambiguë. Suscitant une autre polémique, il s'oppose à la doctrine de la transsubstantiation et pense que le Christ est réellement présent dans l'assemblée mais pas dans les espèces, c'est-à-dire le pain et le vin. L'homme est une créature déchue qui doit vivre dans la crainte de Dieu, il est empli du sentiment de son imperfection et de sa nature qui le porte au mal. Dans l'esprit de Calvin, le péché, initié par la chute d'Adam, s'est transmis à toute l'humanité. Par conséquent, la domination du péché est si complète que les hommes sont poussés à commettre le mal,. Cette humanité déchue a donc un besoin de rédemption qui ne peut être trouvé que dans le Christ.
Au niveau sacrements, Calvin les définit comme un signe terrestre associé à une promesse à Dieu. Selon lui, deux sacrements seulement sont valides sous la nouvelle Alliance : le baptême et l'eucharistie, par opposition aux sept sacrements de l'église catholique. Il rejette la doctrine catholique de la transsubstantiation et le traitement de l'eucharistie comme un sacrifice. Il refuse également la doctrine luthérienne de l'union sacramentale, dans laquelle Christ est « dans, sous et avec la forme » du vin et du pain. Sa pensée, sur ce point, rejoint celle de Zwingli. Plutôt que d'avoir une vision purement symbolique, Calvin note qu'avec la participation du Saint-Esprit, la foi est nourrie et renforcée par ce sacrement. Selon lui, l'eucharistie est « un secret trop haut pour le comprendre en mon esprit, ou pour l'expliquer de paroles. Et pour en dire brièvement ce qui en est, j'en sens plus par expérience, que je n'en puis entendre »,,,,.

### Tentatives d'entente entre luthériens et calvinistes
Les premiers réformateurs ont entrepris, dans leurs cercles respectifs, de rectifier chaque dimension de cette prétendue erreur. Leur plus grande frustration résidait dans le fait qu'aucun des dirigeants fondateurs des groupes tels que nous les appelons aujourd'hui - les disciples de Martin Luther, Ulrich Zwingli, les anglicans, Jean Calvin ou les myriades d'anabaptistes - ne lisaient la Bible de la même manière. Ils ne pouvaient se mettre d'accord ni sur la doctrine ni sur la pratique ecclésiastique.
L'échec du colloque de Marbourg entre zwingliens et luthériens pour résoudre la question de l'Eucharistie en 1529 leur a montré qu'un mouvement plus large, destiné à purifier la foi et à unifier les chrétiens européens, se diviserait en fragments irréconciliables.

## Diffusion du calvinisme

### En France

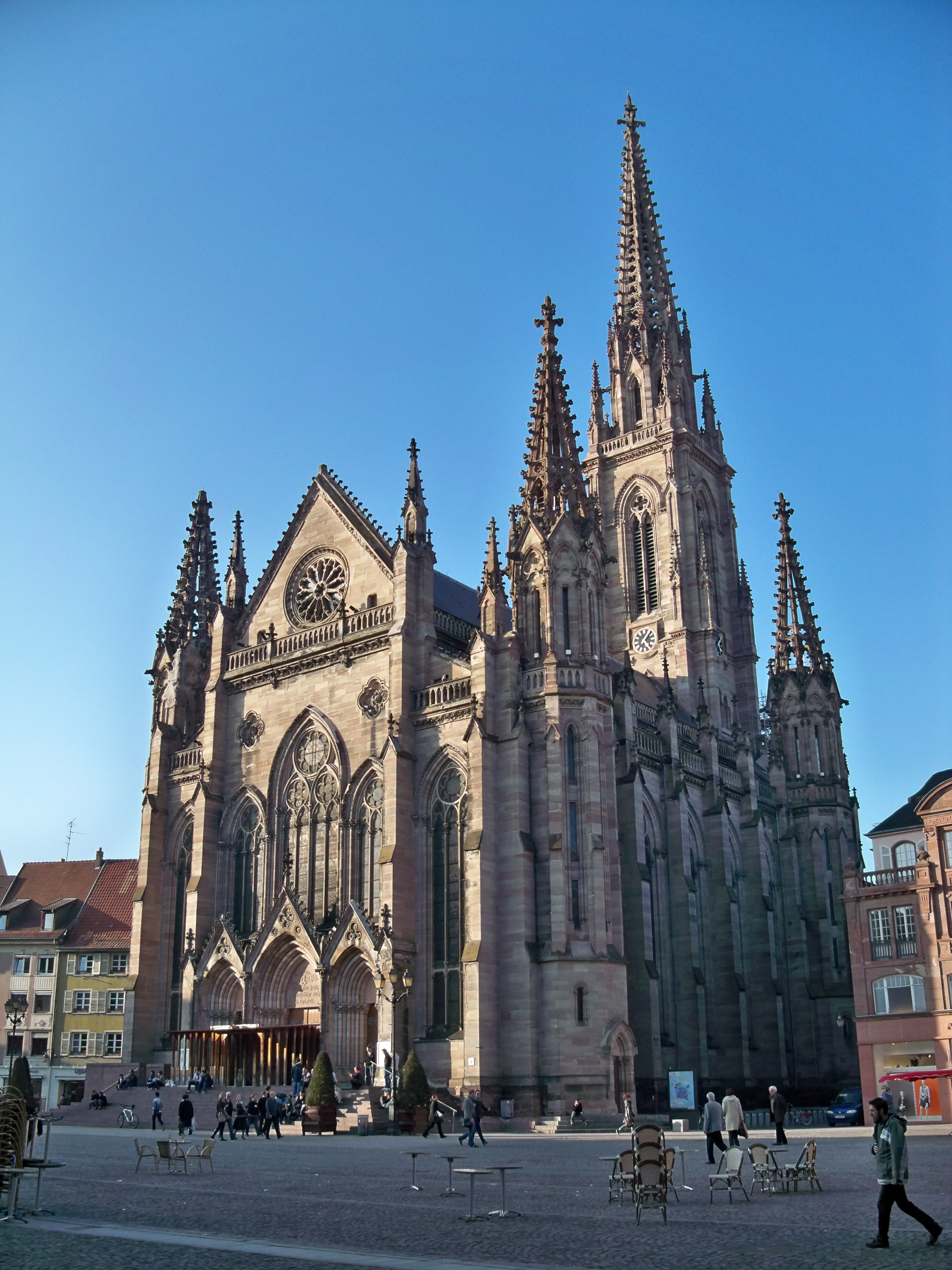
Le temple Saint-Étienne de Mulhouse, plus haut monument protestant de France.

La France occupe une double position dans l’histoire du protestantisme. D’une part, c’est en France que les idées de Calvin ont vu le jour avant de se diffuser en Suisse, en Écosse puis en Amérique du Nord dans les premières colonies anglaises. D’autre part, le calvinisme et le protestantisme ont été cependant combattu sous François Ier avant que les conflits entre catholiques et protestants dégénèrent en guerre de religion. Le protestantisme majoritairement calviniste dans le royaume de France du XVIe siècle est demeuré.
La république de Mulhouse adopte le calvinisme (le courant réformé) comme unique religion officielle en 1529. Le statut de république indépendante enclavée dans le royaume de France va lui permettre d'échapper aux guerres de religion et de tisser des liens particuliers avec les autres communautés et États réformés d'Europe et du Nouveau Monde.
Le reste de la France est également touché par la réforme protestante. Dès 1520, les idées protestantes se développent. Le protestantisme apparaît dans la vallée de la Dordogne dans les années 1530. Lors du synode de Chanforan de 1536, Guillaume Farel et les vaudois, ralliés, obtiennent un budget pour imprimer la bible en langue vulgaire.
Mais c'est surtout à partir de 1540 que le calvinisme se diffuse en France. La littérature protestante de plus en plus abondante s'accompagne d'une transmission orale. Elle se répand surtout après la publication en français de l'institution chrétienne en 1541. Jean Calvin, de Genève, prend en charge l'organisation religieuse et unifie les protestants de France. À partir de 1555, les groupes se structurent en assemblées dirigées par un consistoire. Calvin envoya des dizaines de missionnaires pour aider à cette nouvelle organisation. En 1560, on en compte une quarantaine. Leur succès est très grand et fin 1561, il y a plus de six cent soixante-dix Églises réformées dans le royaume. On estime qu'à ce moment plus du quart de la population du royaume est devenu protestant, mais essentiellement de confession réformée.
Le premier synode national des Églises réformées de France se tient à Paris en 1559. Deux textes importants sont rédigés, La confession de foi qui présente la prédestination et La discipline ecclésiastique.
Le second texte organise l'Église « selon le modèle strasbourgeois et genevois ». Le pouvoir « appartient à la base, à l'église locale, sans primauté aucune », prévoyant juste un colloque biannuel réunissant les délégués de 10 à 15 paroisses, un synode provincial annuel et un synode national, annuel aussi, mais en fait peu réuni. « Le pasteur se voit confier la fonction de prêcher, de distribuer les deux sacrements évangéliques du baptême et de la cène, de représenter sa communauté aux assemblées. Cependant, il doit être élu, c'est-à-dire accepté par l'ensemble des fidèles, qui peut le récuser en certains cas ». L'objectif du synode de 1559 est de donner aux protestants français une doctrine alors que le conflit avec les catholiques se durcit. La confession de foi est appelée à partir de 1571 Confession de La Rochelle, au cours d'un synode où certaines des thèses de Calvin ne sont pas acceptées.
La France entre en convulsion à partir des années 1650 alors que la situation au contraire s'apaise dans le Saint Empire à la suite de la signature du traité d'Augsbourg qui pacifie les relations entre luthériens et catholiques. Pendant 36 ans (1562-1598) les guerres de religion ne cessèrent pratiquement pas.

Territoires contrôlés par les protestants lors des guerres de Religion (1562-1598) sur les frontières en 1685.
huguenots (calvinistes/réformés)
zone contestée
catholiques
luthériens (Alsace)

Le protestantisme français est combattu par François Ier et son fils Henri II. La répression menée par François Ier est limitée et sporadique. Mais celle d'Henri II est plus ferme. L'édit de Compiègne du 27 juillet 1557 demande d'abattre sans jugement tout protestant en fuite ou révolté. En 1559, les lettres d'Ecouen donnent mission à certains notables de se rendre en province pour réprimer l'hérésie. Ceux qui refusent comme Anne de Bourg sont exécutés. Ceci n'empêche pas la Réforme de continuer à se développer. Après la mort inopinée d'Henri II, la tentative de conciliation menée par le nouveau chancelier Michel de L'Hospital et la régente Catherine de Médicis est un échec. En 1561, les réformés et les catholiques confrontent en vain leurs idées lors du colloque de Poissy. L'Édit de janvier 1562 qui permet l'existence du culte réformé déchaîne des ambitions partisanes et les passions, à l'origine du déclenchement des guerres de Religion en 1562.
À la fin du règne d'Henri II, se forment une faction protestante et une faction catholique. L'affaiblissement du pouvoir royal après la mort d'Henri II, sous la régence de Catherine de Médicis, permet à l'antagonisme entre protestants et catholiques de prendre la forme de la guerre civile. Les conflits se succèdent dès lors, entrecoupés de périodes de paix précaire, après la promulgation d'un édit de pacification autorisant plus ou moins le culte protestant, solution que refusent les plus extrémistes, notamment la famille de Guise qui dirige la faction catholique.
La huitième guerre de religion est particulièrement longue et violente, parce qu'à partir de 1584, il s'agit pour la faction catholique devenue un parti, la Ligue catholique, d'empêcher Henri de Navarre, chef de la faction protestante, de devenir roi de France à la mort d'Henri III. Après l'assassinat du roi en 1589 par un catholique fanatique, le roi protestant Henri IV monte sur le trône avec le soutien d'une partie de la noblesse catholique ; ce n'est cependant qu'après sa conversion au catholicisme (1593) et au bout de neuf ans de combats qu'a lieu la reddition des derniers rebelles : vainqueur le 28 mars 1598 du duc de Mercœur retranché dans Nantes, Henri IV promulgue en avril le huitième édit de tolérance, l'édit de Nantes, qui, cette fois, est respecté.
Le 25 juillet 1593, Henri IV se convertit au catholicisme, ce qui lui permet d'accéder enfin au trône de France auquel il prétendait depuis 1589. C’est à propos de cette cérémonie qu’il aurait prononcé la célèbre phrase : « Paris vaut bien une messe ». Henri IV signe l’édit de Nantes, le 30 avril 1598, qui reconnaît la liberté de conscience et une liberté de culte limitée aux protestants. La promulgation de cet édit met fin aux guerres de religion qui ont ravagé la France au XVIe siècle, et instaure une amnistie mettant un terme à toutes poursuites. Le royaume de France est alors le seul État où deux religions coexistent officiellement.[réf. nécessaire] Henri IV est assassine le 14 mai 1610 par François Ravaillac, un catholique fanatique en désaccord avec les réformes religieuses du roi.
Le protestantisme n'est plus combattu que par le gouvernement par la suite : siège de La Rochelle (1627-1628), édit de Fontainebleau (1685), révoquant l'édit de Nantes, (guerre des Camisards au début du XVIIIe siècle, jusqu'à la suspension des persécutions par Louis XVI en 1787 (édit de Versailles).

### En Écosse

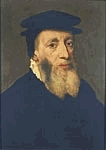
John Knox.

La Réforme touche aussi l'Écosse où elle rassemble les opposants à la dynastie des Stuart, très liée à la religion catholique. En 1557, les réformés s'unissent dans un Convenant, un serment typiquement écossais pour défendre une cause et rester uni jusqu'à la mort. Après la mort de Marie de Guise, régente pour sa fille Marie Stuart, le parlement écossais adopte la Confession écossaise. Ce texte présenté par John Knox est d'inspiration calviniste, Knox ayant étudié avec lui à Genève. Les statuts votés par le parlement établissent un système presbytéro-synodal. Chaque église locale est gérée par un collège composé du ministre (pasteur), des anciens et des diacres. Chaque église envoie des représentants aux synodes provinciaux. À la tête de l'Église dite presbytérienne se trouve l'Assemblée générale des Églises composée de délégués des synodes provinciaux. À cette époque, la plus grande partie de la noblesse écossaise et une bonne partie de la population sont devenues protestantes. Le mariage de la reine Marie Stuart, restée catholique, avec Lord Darnley, de même confession, provoque une rébellion des régions protestantes en 1565. Marie finit par abdiquer en 1568. Son fils Jacques VI s'oriente nettement vers le protestantisme et tend vers l'établissement d'une Église de type anglicane qui devient l'Église d'Écosse.

### Dans les Provinces unies
Les Pays-Bas – qui englobent, à l'époque, la Hollande, la Zélande, la Belgique et une partie du nord de la France – sont pénétrés très tôt par la réforme luthérienne malgré la sévère répression de Charles Quint. Mais c'est surtout le calvinisme qui s'impose dans la population et une partie de la noblesse. Un synode clandestin a lieu à Anvers en 1561 sous la direction de Guy de Brès. Il dote les Pays-Bas d'une confession de foi. Dans le même temps, les habitants affrontent Philippe II, roi d'Espagne et fils de Charles Quint, qui veut établir l'absolutisme aux dépens des vieilles franchises et libertés remontant aux ducs de Brabant et à leurs successeurs, les ducs de Bourgogne. En lutte contre les vieilles chartes, Philippe II veut supprimer le principe de liberté qui les imprègne et, ainsi, mieux lutter contre le protestantisme. Devant la persécution royale, les calvinistes se soulèvent durant l'été 1566. Ils pillent et détruisent les églises. La répression est féroce.
Les calvinistes rescapés s'enfuient et fondent à l'étranger des Églises du Refuge qui s'organisent en 1572 sur le principe des institutions presbytéro-synodales. Une partie de la noblesse incline vers les protestants, mais la majorité reste catholique. Ceux que les partisans de Philippe II avaient appelés les gueux pétitionnent en faveur de la tolérance. C'est le Compromis des Nobles présenté à Bruxelles à la gouvernante Marguerite de Parme, fille naturelle de Charles Quint et représentant le roi d'Espagne. Rejetés par le pouvoir, les « gueux » organisent la résistance sous la direction de Guillaume Ier d'Orange Nassau dit Guillaume le Taciturne, catholique d'origine, puis converti au calvinisme. Guillaume s'allie par mariage à la noblesse française de confession protestante, les Châtillon-Coligny, de la famille du chef français du parti protestant, l'amiral Gaspard Coligny et parvient à prendre le contrôle de la Hollande et de la Zélande, y instaurant la liberté religieuse. Sous les fils de Guillaume d'Orange, la lutte continuer et, après une guerre de Quatre-Vingts Ans, la création des Provinces-Unies au XVIIe siècle, est proclamée, les territoires du sud des Pays-Bas (actuels Belgique et Nord de la France) étant retombés sous la souveraineté espagnole, la religion catholique y est seule autorisée.
C'est pendant ces guerres que les Provinces-Unies furent créées. En effet, une révolte où se mélangeaient sentiment national, intérêts commerciaux et religieux éclata en 1566. Cette révolte, dont l'origine est lointaine, confronta les partisans des réformes calvinistes aux partisans de l'hégémonie espagnole et catholique.

### En Europe centrale
La propagation de la Réforme en Europe centrale (Pologne, Hongrie, Bohême, Transylvanie) repose sur un fort soutien dans la noblesse régionale. La théologie de Jean Calvin s'impose la plupart du temps dans les paroisses nouvellement créées. En Pologne, la diète du royaume (Sejm) garantit en 1572 le libre exercice des religions protestante, catholique romaine et orthodoxe.

## Contre-Réforme
Afin de mettre un terme à l'expansion des idées protestantes, le catholicisme lance le mouvement connu sous le nom de Contre-Réforme. Le concile de Trente et la création de la Compagnie de Jésus sont les instruments principaux de cette politique.

### Concile de Trente, 1545-1563
Le concile de Trente est le dix-neuvième concile œcuménique reconnu par l'Église catholique. Convoqué par le pape Paul III le 22 mai 1542, en réponse aux demandes formulées par Martin Luther et Jean Calvin dans le cadre de la réforme protestante, il débute le 13 décembre 1545 et se termine le 4 décembre 1563. Étalées sur dix-huit ans, ses vingt-cinq sessions couvrent cinq pontificats (Paul III, Jules III, Marcel II, Paul IV et Pie IV) et se tiennent à Trente dans la cathédrale de San Vigilio, puis à Bologne et enfin à nouveau à Trente, dans l'église Santa Maria Maggiore.
En réponse aux théories protestantes, le concile confirme la doctrine du péché originel affirmée lors du 16e concile de Carthage en 418, précise celle de la justification, de l’autorité de la Bible spécifique au catholicisme romain et confirme les sept sacrements, le culte des saints et des reliques ainsi que le dogme de la transsubstantiation. Sur le plan disciplinaire, il crée les séminaires diocésains, destinés à former les prêtres.
Le projet de redressement interne est surtout l'œuvre du concile de Trente convoqué par le pape Paul III à la demande de Charles Quint pour faire face à la réforme protestante. Le concile s'ouvre en 1545. Quant à Charles Quint, il souhaite faire du concile une sorte de vaste forum où protestants et catholiques discuteraient librement, ce dont le pape ne veut pas. Le concile de Trente répondait aux propos des protestants et réaffirmait plus exactement qu'au départ les doctrines voulues par Rome. Le catholicisme s'appuyait beaucoup sur la tradition comme autorité englobant la Bible. Les réformateurs ne jugeaient pas le passé, les pères de l'Église ou certains conciles avec mépris, mais affirmaient qu'il y avait là des contradictions nombreuses et des superstitions populaires qui déformaient le message de l'Évangile ce qui nécessitait un retour complet à la Bible, seul livre inspiré et infaillible pour eux.
Le concile de Trente (en Italie) réaffirme l'autorité des papes, du clergé sur les laïcs, de la Tradition, des conciles, les mérites dans le salut, le purgatoire, les prières pour les morts, le sacrifice de la messe et l'intercession de Marie et des saints. Le catholicisme gardait ses sept sacrements. Le concile de Trente permit d'arrêter l'expansion et même de reconquérir des endroits déjà perdus. Ce concile consacra la rupture de la chrétienté occidentale en deux : le catholicisme et le protestantisme.

### Les Jésuites
Même si le concile de Trente a beaucoup aidé à la reconquête des pays perdus, la compagnie de Jésus a contribué à ce résultat. Leur fondateur est Ignace de Loyola (1491-1556). C'est en 1534 qu'il créa son ordre, voulant militer et être soumis au pape. Dans cet ordre existe une discipline semblable à celle de l'armée. Tous les membres devaient obéir au supérieur, appelé « général ». La Compagnie se soumettait donc aux ordres du pape pour sauver le catholicisme. Les Jésuites se consacraient surtout à la prédication et à l'enseignement. Ils n'hésitaient pas à aller partout dans le monde pour convertir les protestants. En 1556, les Jésuites se comptaient par milliers. Vingt ans plus tard, ils étaient 5 000, en Amérique latine, en Asie ou en Nouvelle-France. Les Jésuites ont finalisé l'arrêt de l'expansion du protestantisme. Après ce concile, les conflits qui avaient caractérisé le XVe siècle et le début du XVIe prirent une nouvelle dimension, une dimension religieuse.

## Héritage de la Réforme en Angleterre et Amérique du Nord

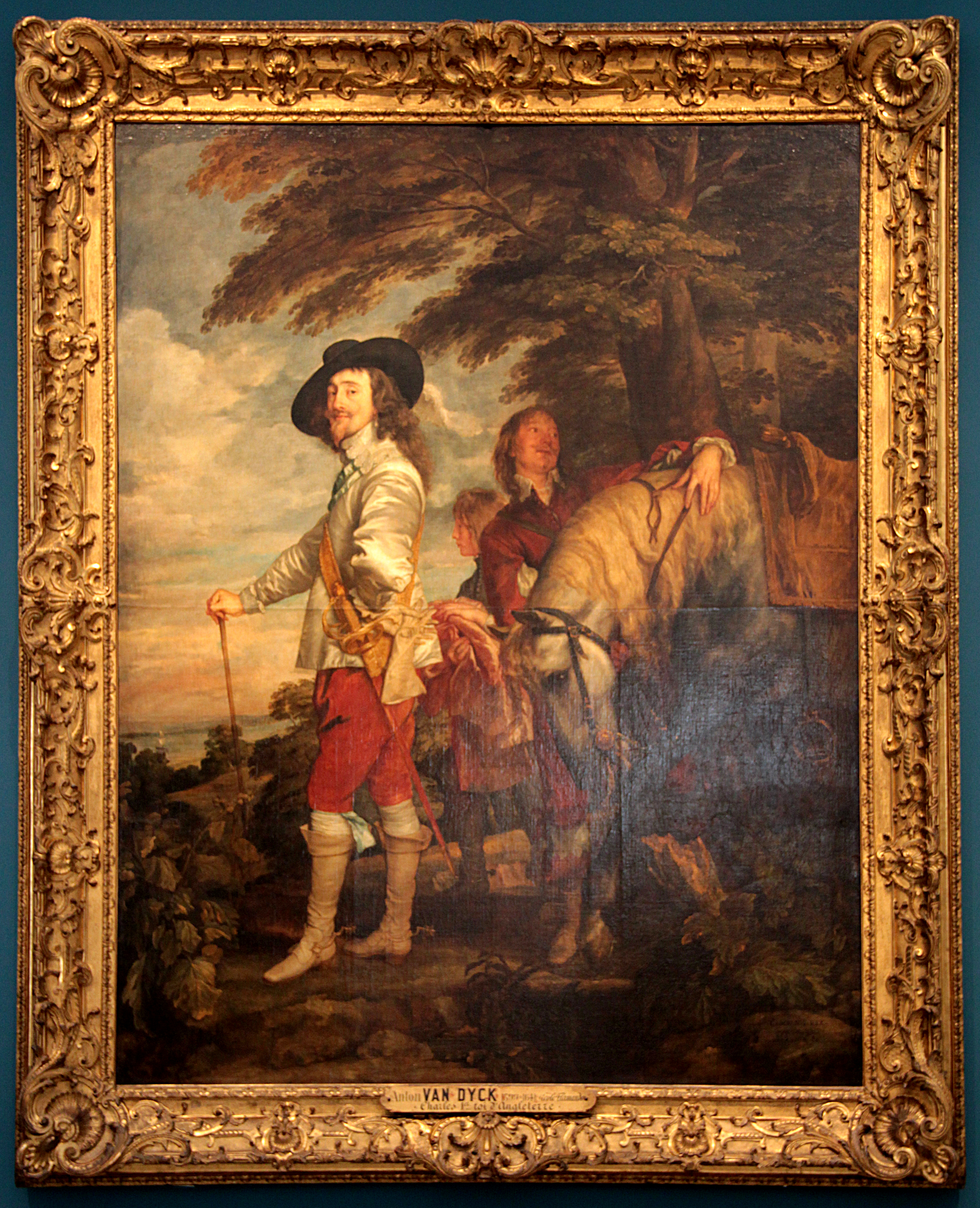
Charles 1er roi d'Angleterre.

Depuis 1603, un même roi régnait sur l'Angleterre, le pays de Galles et l'Écosse. Toutefois, l'Écosse et l'Angleterre demeuraient deux royaumes distincts, disposant chacun d'un parlement propre. Charles Ier, roi depuis 1625, désire réaliser le rêve de son père, Jacques Stuart : unifier l'Angleterre, l'Écosse et l'Irlande dans un même royaume. Ces aspirations inquiètent certains Anglais, qui craignent pour leurs droits. En effet, le roi Charles Ier, comme son père, se réclame du droit divin, et n'accepte pas les limites que la tradition impose au roi d'Angleterre. D'autres événements contribuent à tendre la situation. En 1625, Charles épouse Henriette-Marie de France, une catholique, dans un pays à large domination anglicane.
Charles, qui n’a besoin du parlement que pour lever des impôts, a besoin d'argent, mais il sait qu'il ne peut compter sur un réel soutien de la part des parlementaires. Il s'abstient donc de convoquer le parlement et a recours à des moyens détournés pour tenter d'augmenter ses revenus. Ces procédés ne sont pas illégaux, mais sont perçus comme contraires aux libertés, et entretiennent des rancœurs.
Des réformes religieuses suscitent également des hostilités. En Angleterre, les puritains accusent sans raison Charles de vouloir rétablir le catholicisme et de protéger les rentes de situation par des monopoles.
En Écosse, les dissensions sont plus graves encore. La politique des plantations en Irlande déclenche la colère. Expropriés, des milliers d'Irlandais ont dû migrer dans les années 1630, comme engagés volontaires, sur la petite île antillaise de la Barbade. Il a été calculé qu'en 1641 près de 125 000 colons s'étaient installés en Irlande. Ces spoliations exacerbent les tensions avec les Écossais qui avaient émigré au début des années 1600 en Irlande. Charles Ier est accusé de favoriser les hommes de cour. Un de ses proches, Thomas Wentworth, Lord Deputy d'Irlande depuis 1632, accéléra les plantations en Irlande, déclenchant en 1639 les guerres des évêques en Écosse qui conduisent à son exécution en 1641 par le parlement.
Charles, voulant unifier les pratiques religieuses de ces deux royaumes, cherche à imposer en Écosse un nouveau livre de prières sur le modèle anglican. L'entreprise aboutit à des émeutes qui s'enveniment ; la guerre civile éclate et les insurgés écossais connaissent des succès.

### Nouveaux parlements, nouveaux conflits
En 1640, pour faire face à la rébellion, Charles a besoin de lever de nouveaux impôts. Un nouveau parlement est convoqué. Celui-ci profite de l'occasion pour exposer ses griefs au roi, qui le dissout au bout de quelques semaines, c'est le court parlement. Charles reprend donc la guerre en Écosse sans nouveaux moyens financiers. Mais, face à une situation financière intenable, il se résigne en novembre à convoquer un nouveau parlement.
Le nouveau parlement se montre encore plus hostile envers Charles : il vote plusieurs lois destinées à défendre ses droits contre le pouvoir royal, notamment la Grande Remontrance. Le parlement interdit notamment au roi de le dissoudre. À partir de ce moment, on propose au Roi différentes voies possibles pour envisager une issue au conflit. Le roi s'oppose à chacune des propositions qui lui seront faites, jugeant qu'elles menacent l'institution royale, et c'est précisément pour ces raisons que la guerre éclate.

### Révolte du parlement anglais et victoire du puritain Cromwell
La première révolution anglaise (English Civil War pour les historiens britanniques), également appelée Grande Rébellion, se déroule de 1642 à 1651 sous le règne de Charles Ier. Elle marque la reprise des violences politiques et religieuses en lien avec la Réforme protestante. Cette révolution a pour conséquence le jugement puis l'exécution du roi Charles Ier le 30 janvier 1649 à Whitehall près de Westminster. La monarchie est abolie et une « République », appelée Commonwealth d'Angleterre, est instaurée avec Oliver Cromwell à sa tête. Cette révolution marquante pour l'Angleterre et l'Europe représente une étape cruciale dans la transformation du pouvoir royal anglais, qui s'oriente progressivement vers une monarchie constitutionnelle.
Pendant la guerre civile, le Parlement (dont les effectifs avaient diminué au point de ne compter guère plus de 150 députés) a disposé tant de pouvoirs législatifs que de pouvoirs exécutifs. Ses décisions sont prises sous forme d'ordonnances ayant force de loi. Après la mort, en décembre 1643, de John Pym qui fait figure de chef virtuel de la révolution, le centre de gravité des Communes glisse vers les éléments les plus intransigeants qui réclament une totale liberté de conscience, une Église décentralisée, sans évêque ni tutelle royale. L'indépendance totale de chaque paroisse en est le principe de base. Hostiles à tout compromis avec le roi, les indépendants veulent arriver à l'abolition pure et simple de la monarchie. La réforme de l'Église est mise en œuvre petit à petit : l'exécution de William Laud en janvier 1645 est un symbole, mais la mesure essentielle est la suppression de l'épiscopat[réf. nécessaire]. En pleine tentative de négociation, le roi rejette en août 1647 un projet constitutionnel soumis par le gendre de Cromwell, Henry Ireton, qui lui retire tout contrôle sur l'armée et la politique étrangère. Pour sortir de l'impasse, Charles Ier se réconcilie avec les Écossais : il envahit l'Angleterre en avril-mai 1648. Cette seconde guerre civile s'achève dès le mois d'août par la victoire de Cromwell sur les Écossais à Preston[réf. nécessaire].
Le Parlement impose le jugement du roi et Oliver Cromwell participe au procès qui se déroule du 20 au 27 janvier 1649 devant un tribunal spécial, choisi par la soixantaine de députés siégeant encore aux Communes (Parlement croupion). La condamnation de « Charles Stuart » pour haute trahison est acquise d’avance. Cromwell et d'autres personnages importants du pouvoir signent la condamnation à mort du roi Charles. Il est décapité à Whitehall, près de Westminster, le 30 janvier 1649, à l'âge de 48 ans.
La Chambre des lords est supprimée le 6 février et la royauté est abolie le 8.

## La guerre de Trente Ans

### Origines du conflit
L'unité chrétienne n'étant plus qu'une utopie, des conflits d'une grande ampleur se préparèrent : nommés « guerres de religion » (on parlait à l'époque de « troubles »), la dimension religieuse étant variable selon les époques, les lieux et encore plus selon les individus. En France, aux Pays-Bas et en Allemagne les répressions sociales et religieuses étant sévères, des guerres civiles éclatèrent, puis avec les prises de position des princes et des magistrats, elles devinrent des « guerres de religion ».
Dans les coulisses, plusieurs alliances s'étaient formées. Parfois, ces alliances étaient contre nature : François Ier, tout en réprimant les réformés français soutient les princes allemands pour gêner Charles Quint ; de même, il a fait alliance avec les Ottomans contre ce même Charles Quint. La papauté tergiverse entre la France et l'Espagne pour contrer la Réforme et, du côté protestant, Maurice de Saxe combat aux côtés de Charles Quint contre d'autres princes protestants avant de faire volte-face et de le défaire à Innsbruck en 1552. Tous ces conflits contribuèrent au déclenchement de la guerre de Trente Ans.

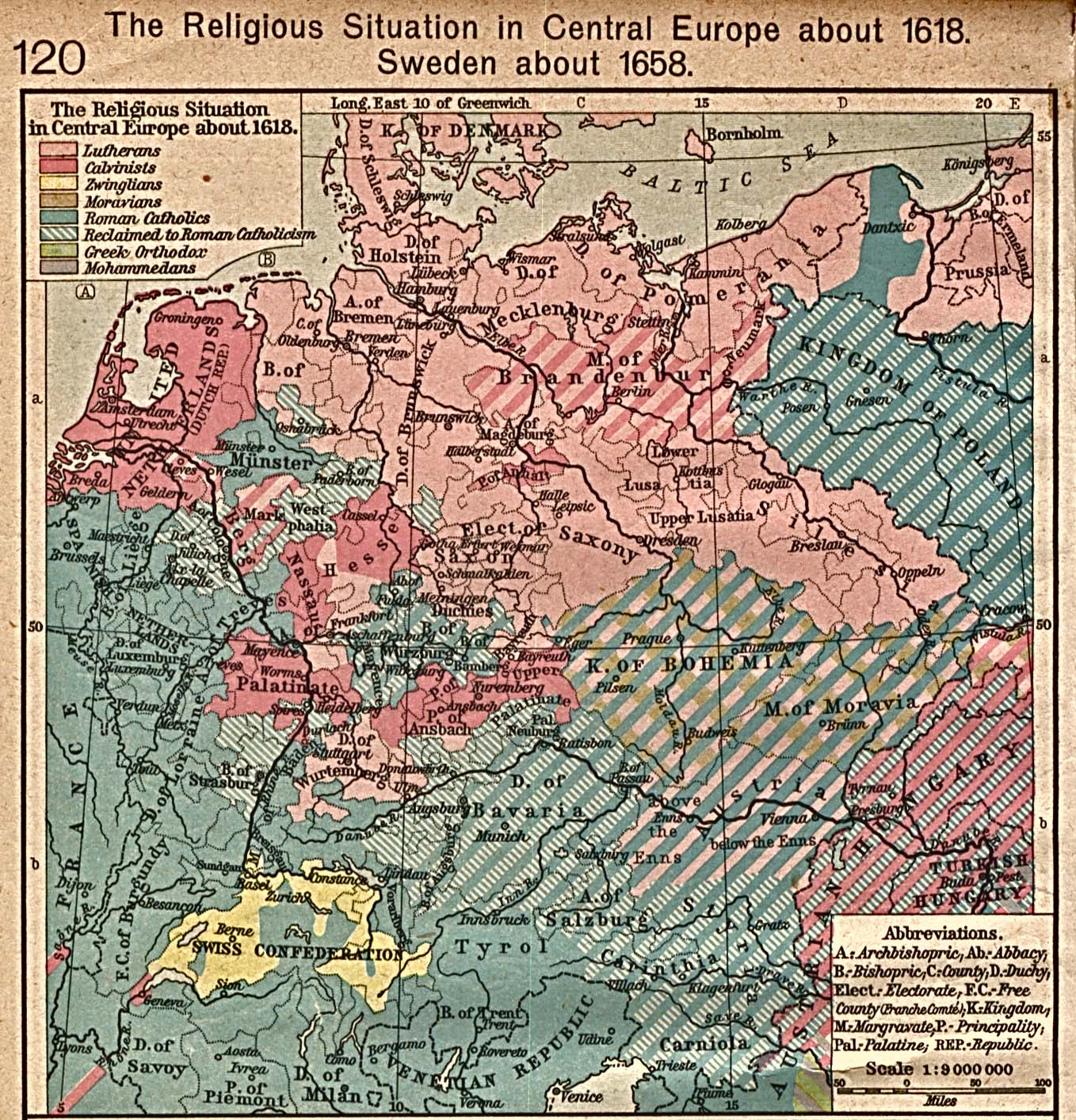
Situation religieuse de l'Europe centrale en 1618, à la veille de la guerre de Trente Ans.

La guerre de Trente Ans commença en Allemagne en 1618 et dura jusqu'en 1648. Cette guerre débuta par une révolte des Tchèques protestants à cause de l'archevêque de Prague qui avait interdit le culte réformé dans la ville où il exerçait son pouvoir. Richelieu essaya d'arrêter la guerre, mais n'y parvint pas entièrement. L'Allemagne était complètement ravagée par cette guerre qui fut la plus meurtrière de ce temps. La fin de cette guerre fut établie par la paix de Westphalie (1648). Celle-ci affirma de nouveau le droit des princes d'imposer leur religion à leurs sujets.
La guerre de Trente Ans a été marquée sur le plan religieux par l'affrontement entre protestantisme et catholicisme et sur le plan politique par l'affrontement entre féodalité et absolutisme.

### Internationalisation du conflit et traité de Westphalie
Ces conflits ont opposé le camp des Habsbourg d’Espagne et du Saint-Empire, soutenus par la papauté, aux États allemands protestants du Saint-Empire, auxquels étaient alliées les puissances européennes voisines à majorité protestante, Provinces-Unies et pays scandinaves, ainsi que la France qui, bien que catholique et luttant contre les protestants chez elle, entendait réduire la puissance de la maison de Habsbourg sur le continent européen.
Cette guerre a impliqué l'ensemble des puissances européennes selon qu'elles étaient pour ou contre le parti de l'empereur, à l'exception de l'Angleterre et de la Russie — qui ont néanmoins indirectement œuvré contre le parti des Habsbourg. L'emploi de mercenaires était la règle. Les combats se déroulèrent surtout dans les territoires d’Europe centrale dépendant du Saint-Empire, puis se portèrent sur la plaine de Flandre, le nord de la péninsule italienne ou encore dans la péninsule ibérique. Les batailles, les famines, les massacres et les maladies ont provoqué plusieurs millions de morts, tant au niveau civil que militaire. Cette « guerre civile européenne » a lourdement pesé sur la démographie et l'économie des États allemands et du royaume d'Espagne, et assis l'hégémonie de la France, qui s'épanouit davantage encore sous Louis XIV.
Avec la paix de Westphalie, le problème politique d'obtention d'une paix civile se solde par la victoire de l'absolutisme. De ce modèle politique, théorisé par des philosophes tels que Bodin et Hobbes, naît ainsi le concept de l'État moderne, c'est-à-dire une entité exerçant dans ses frontières le monopole de la violence légitime et se défendant à l'extérieur par une armée nationale. Quant au niveau religieux, le principe exprimé par la maxime latine Cujus regio, ejus religio (mot à mot : « à qui appartient la région, de celui-là la religion ») se voit réaffirmé.

## Spiritualité et théologie protestantes
La Réforme a conduit à une transformation profonde des pratiques sociales, des imaginaires religieux, de la culture religieuse et des méthode de contrôle social. Ces différents éléments font de la Réforme un phénomène social et anthropologique global fondé sur la conscience d'être pécheur et aboutissant à un bouleversement des structures collectives y compris dans le domaine politique.

### Péché et grâce
L'expérience de la peur de l'enfer et d'un séjour prolongé au Purgatoire marquaient en profondeur la conscience collective de l'Occident latin avant la Réforme. La crainte du châtiment divin habitait les hommes de cette époque. La théologie protestante et le sentiment que le juste est sauvé par la foi seule sans que les sacrements ou la piété soient une condition nécessaire pour obtenir le salut ont représenté un tournant pour les premiers réformateurs. La foi se fait ainsi vécu, mais repose sur une théologie et une exégèse sophistiquée dont Luther est l'initiateur et qui est commune à l'ensemble des branches du protestantisme (luthéranisme, calvinisme, réforme radicale).
L'étude des passions constitue un champ important de la recherche historique sur la Réforme. Le terrain a été ouvert par Susan Karant-Nunn, qui a analysé les discours de prédication pour retracer les changements et les continuités entre les cultures émotionnelles du protestantisme et celles du catholicisme avant et après la Réforme. Alec Ryrie a également tenté d'appliquer certaines de ces méthodes à l'expérience intérieure de la piété protestante concernant l'expérience de la peur ou l'expérience mystique.
Selon Ryrie, ce qui rendait les doctrines des réformateurs puissantes est la charge émotionnelle qu'elles pouvaient avoir notamment en ce qui concerne la conscience du péché. La justification par la foi seule, une fois bien comprise, pouvait être en effet une chose capiteuse. On peut ainsi lire les premiers récits de cette doctrine pour comprendre le sentiment de libération vertigineux qui s'en dégage. En 1520, Luther décrit la Parole de Dieu comme la source de « la vie, la vérité, la lumière, la paix, la justice, le salut, la joie, la liberté, la sagesse, la puissance, la grâce, de gloire, et de toute bénédiction incalculable ». Le chrétien qui a « appris à reconnaître son impuissance et [qui] s'inquiète de savoir comment il pourrait satisfaire à la loi » est « véritablement humilié et réduit à rien à ses propres yeux ».
D'après Ryrie, le sentiment joue aussi un rôle important dans le calvinisme tel qu'il s'est développé en Angleterre au XVIIe siècle. Ce courant souvent appelé puritanisme peut être qualifié de « calvinisme expérimental ». Il a vu le jour chez des théologiens pastoraux d'Angleterre et d'Écosse : leur tradition a eu une influence décisive sur le piétisme de la fin du XVIIe siècle et du XVIIIe siècle. Selon Ryrie, cette exploration du pouvoir émotionnel de la doctrine de la prédestination est devenue centrale dans l'expérience du protestantisme dans son ensemble.

### Rites et liturgies

#### Un projet de réforme globale
La réforme protestante se caractérise par une transformation de la liturgie.
Les réformateurs protestants du XVIe siècle étaient unis par le désir de conformer autant que possible leurs pratiques religieuses à ce qu'ils trouvaient dans les Écritures. Ils avaient l'intention de mettre fin à ce qu'ils considéraient être des "ajouts" idolâtres de l'Église catholique. Les réformateurs sont ainsi sortis du cadre théologique et liturgique catholique de la fin du Moyen Âge. Avec leur volonté de revenir aux sources ("ad fontes") et sous l'influence en partie de l'humanisme, ils ont considéré qu'ils revenaient aux sources des livres du Nouveau Testament attribués à saint Paul et aux autres apôtres, ils ont cru trouver une divergence entre la réalité de l'Église et la volonté de Dieu.
Les réformateurs considéraient qu'une révision du culte eucharistique était capitale. Certes, un certain nombre de messes allemandes ont précédé celle de Luther. Les laïcs étaient souvent attachés à des coutumes familières. De plus, ils avaient tendance à être fiers de la décoration intérieure de leurs églises paroissiales. Nombreux étaient ceux qui étaient affligés lorsque des fanatiques, excités par les critiques verbales sévères des nombreuses "idoles" présentes dans les églises, se livraient à l'iconoclasme. Ceux-ci cherchaient à purifier le cadre liturgique, sans lequel, là encore, le traditionnel aurait côtoyé les innovations. Là où les princes et les magistrats étaient suffisamment habiles, ils imposaient une forme plus modérée, plus sûrement pacifique, d'élimination des images de saints et des objets cultuels : à la dérobée, la nuit, ou très progressivement, au fil du temps, ils retiraient les artefacts non attestés par la Bible et les vendaient discrètement sur le marché catholique. Certains ont été restitués aux familles qui les avaient donnés aux églises. Il s'agissait d'objets d'art avec une valeur marchande. De telles considérations n'ont pas empêché la destruction de la cathédrale de Saint Andrews (Écosse) entre 1559 et 1561 par des zélotes protestants intransigeants.

#### Points communs et divergences
Les luthériens ont voulu maintenir le rôle des images sacrées, mais de façon modérée, de la procession, du chant, de la robe de chœur pour l'officiant, des autels et des hosties rondes. Les luthériens avaient placé une table d'autel plate à l'avant de l'estrade, d'où, faisant face au peuple, l'officiant consacrait l'hostie et le calice et distribuait les saintes espèces aux hommes et aux femmes séparément.
En ce qui concerne la célébration calviniste, la caractéristique centrale de la célébration réformée est sa simplicité. Dans la mesure du possible, toute représentation physique des choses divines est banni. Dieu était censé être en effet un esprit et donc au-dessus de tout élément matériel. le modèle zwinglien, puis le modèle calviniste rapidement prédominant, était celui du psaume, de la prière et du sermon dans un cadre désormais orienté loin de l'emplacement de l'ancien autel et vers la chaire nouvellement proéminente souvent placée le long du mur sud, ou parfois du mur nord, de l'Église. Les réformés auraient peut-être préféré raser les bâtiments gothiques dans lesquels ils se réunissaient, mais ils n'avaient pas les moyens de les remplacer. Au lieu de cela, ils démolirent la décoration qu'ils trouvaient excessives. Ils installent une petite table au pied de la chaire et y servent le repas du Seigneur, avec un simple pain de table, d'abord aux hommes et aux garçons, puis aux femmes et aux filles. L'effort des réformés pour effacer toute trace du culte catholique apparaît dans les nombreuses peintures hollandaises d'intérieurs ecclésiastiques blanchis à la chaux.
Tous les réformateurs étaient d'accord sur le maintien du baptême en tant que sacrement bibliquement attesté, signe et promesse de Dieu, au même titre que la Sainte Communion. En effet, quelle que soit la critique que chacun adressait au rite catholique avec ses exorcismes, son sel et son encens, aucun ne le considérait comme totalement invalide - jusqu'à ce qu'une minorité minuscule, les anabaptistes, remette catégoriquement en question le fondement scripturaire du baptême des enfants. Trop souvent, ces personnes ont payé de leur vie leur rejet de la réforme luthérienne et calviniste. Les modèles liturgiques des anabaptistes étaient variables, simples et délibérément dissimulés aux autorités politiques. Au sein du premier luthéranisme, le baptême restait généralement une affaire privée, célébrée rapidement, voire précipitamment, après la naissance d'un enfant, en dehors des services réguliers.

### L'iconoclasme protestant
Au XVIe siècle, plusieurs chefs religieux protestants (principalement Ulrich Zwingli à Zurich et Jean Calvin à Genève) incitèrent à la destruction des images religieuses, des icônes et des crucifix, dont la vénération était assimilée par eux à une adoration idolâtrique et relevait donc du paganisme. Les objets concernés étaient les portraits de saints et de saintes, les statues, mais aussi les reliques et les retables.
En Angleterre, l'iconoclasme joua un rôle important également. En apparence, la destruction ou la vente des images avaient définitivement changé les églises. En fait, beaucoup d'entre elles avaient caché leur paramentique et leur orfèvrerie sacrée, et avaient enterré leurs autels en pierre. Il y eut beaucoup de disputes entre le gouvernement et les paroisses au sujet des biens des églises. Aussi, lorsqu'Édouard mourut en juillet 1553 et que le duc de Northumberland tenta de faire nommer reine la protestante Jeanne Grey, l'impopularité des confiscations donna à Marie la possibilité de se faire proclamer reine, tout d'abord dans le Suffolk, puis à Londres, par acclamation de la foule.

## Culture et éducation dans la Réforme

### Universités
Les universités, institutions apparues en Occident dès le XIIIe siècle, sont le lieu de naissance des idées de la Réforme. Luther était lui-même professeur de Saintes Écritures à l'université de Wittemberg.

### L'écrit et la propagande
L'invention de l'imprimerie à caractère mobile représente une des inventions centrales qui a permis la diffusion des idées protestantes.

### La Bible
La Bible change de statut à partir du XVe et du XVIe siècle. L'écrit représentait encore un objet relativement rare avant la Réforme.

## Conséquences culturelles

### Sécularisation
Le luthéranisme et le calvinisme ont contribué à ce que le sociologue allemand Max Weber a ensuite appelé « le désenchantement du monde ». En effet, dans ces deux traditions théologiques et particulièrement dans le calvinisme, cela n'est pas le diable, les êtres célestes ou le miraculeux qui sont omniprésents, mais Dieu. Pour le chrétien, Dieu est souverain et il a révélé sa volonté dans l'Écriture (les soixante-six livres qui composent la Bible). Un Dieu tout-puissant contribue à rassurer le croyant face au surnaturel, aux peurs moyenâgeuses en tout genre : enchantements, possessions, sortilèges… Dieu, ses attributs, sa volonté et ses commandements sont connus par l'Écriture, par l'emploi de moyens ordinaires (la lecture, la réflexion), d'où l'usage de la raison. Dieu ne se révèle pas par des songes, des visions, des transes, des convulsions, ou par des êtres bénéficiant de révélations ou pouvoirs surnaturels (prêtres, saints, astrologues), mais par le texte biblique. La mesure d'un homme dans la spiritualité protestante réside dans sa compréhension, sa capacité à expliquer et son obéissance à l'Écriture. Le capitalisme devient plutôt le signe d'un affaiblissement de cette piété, d'où l'apparition de mouvements de réveil avec des leaders comme John Wesley ou Charles Finney qui ont beaucoup insisté sur la sanctification, le renoncement à soi et la charité.

### Démocratie et droits de l'homme
De nombreux débats ont vu le jour depuis le début du XXe siècle concernant le rôle de la Réforme dans l'apparition de la modernité. La Réforme a été vu comme une des causes de l'apparition de la démocratie, du capitalisme, de l'État de droit déjà chez Alexis de Tocqueville.
À Worms, en 1521, Luther déclara : « Ma conscience est prisonnière des paroles de Dieu. Je ne veux ni ne puis me rétracter. Agir contre sa conscience est grave ; ce n'est ni sûr ni honnête. » Par cette déclaration, la conscience individuelle se révèle plus importante que le jugement d'un autre (le pape), et même d'un ensemble (le concile). Ce primat de la conscience individuelle est devenu pour une bonne part un acquis de l'homme moderne, même si grâce aux sciences humaines et aux enseignements de l'histoire, on en mesure mieux les limites du fait de différents types de pressions auxquelles on peut être soumis. Au début de la Réforme, dans les pays germaniques, le principe cujus regio, ejus religio (à chaque pays sa religion) a singulièrement réduit la liberté individuelle. La Révolution française a finalement entériné le principe de liberté de conscience, contenu notamment dans la Déclaration des droits de l'homme et du citoyen de 1789 (article 10 : « Nul de doit être inquiété pour ses opinions, même religieuses… ».